# Geschichte Wiens

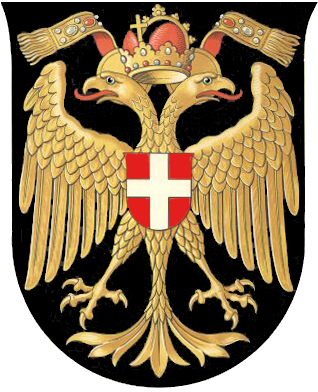
Das alte Wappen Wiens von 1465 bis 1925 mit kaiserlichem Doppeladler

Die Geschichte Wiens, der Hauptstadt Österreichs, beginnt vor etwa 4000 Jahren. Wegen ihrer Lage am Donaustrom zwischen den Ausläufern der Voralpen (Wienerwald) und der pannonischen Tiefebene zählt die heutige Metropole zu den frühen Siedlungsgebieten der Menschen und gewann stetig als Handelsplatz und strategisch wichtiger Punkt im Herzen Europas an Bedeutung.

## Etymologie
In Verbindung mit den Ungarnkämpfen taucht im Jahr 881 die erste urkundliche Erwähnung des Stadtnamens auf, und zwar in den Salzburger Annalen. Es handelt sich hierbei um die mittelalterliche Bezeichnung ad Vveniam, also „bei Wenia“, wo eine Schlacht gegen die Magyaren stattgefunden hatte. Etymologisch besteht keine Verbindung zum römischen Lagernamen Vindobona, dessen Herkunft und Bedeutung umstritten sind. Die Form Wenia wird auf die kelto-romanische Form Vedunia zurückgeführt. Gesichert ist die Bedeutung „Waldbach“, mit der der heutige Wienfluss gemeint ist.

## Vor- und Frühgeschichte
Archäologische Funde aus dem 13. Bezirk (Titlgasse) zeigen, dass schon während der Altsteinzeit Menschen das Gebiet begangen haben.
Damals lebten große Mammutherden im Wiener Becken. Funde im Stadtgebiet und im Umland beweisen, dass ab der Jungsteinzeit das Wiener Becken kontinuierlich besiedelt war. Die begünstigte klimatische Lage und die fruchtbaren Böden Wiens boten den jungsteinzeitlichen Bauern gute Siedlungsmöglichkeiten. Darüber hinaus konnte der für die Steingeräte-Herstellung begehrte, rötlichbraune und grünliche Hornstein in Wien bergmännisch im Tagbau gewonnen werden (13. Bezirk, Roter Berg; 23. Bezirk, Mauer-Antonshöhe).
Funde der Kupferzeit wurden ebenfalls in Wien nachgewiesen (6. Bezirk, U6-Station Gumpendorfer Straße; 13. Bezirk, Ober St. Veit–Gemeindeberg; 21. Bezirk, Eipeldauerstraße; 22. Bezirk, Aspern, Stadlau).
Von der bronzezeitlichen Urnenfelderkultur zeugen in Wien etliche Brandgräber (19. Bezirk Höhenstraße/Leopoldsberg) aber auch Siedlungsspuren (23. Bezirk, Sulzengasse). Als Besonderheiten dieser Zeit gelten Manipulationen an menschlichen Schädelfragmenten zu kultischen Zwecken. So wurde in einer spätbronzezeitlichen Abfallgrube (23. Bezirk, Sulzengasse) ein menschlicher Unterkiefer gefunden, dessen Gelenksköpfe entfernt wurden.
Funde am Leopoldsberg belegen eine Besiedlung ab der Bronzezeit, vor allem ab der älteren Eisenzeit (Hallstattzeit). Die ältere eisenzeitliche Hallstattkultur ist in Wien durch Siedlungsreste (10. Bezirk, Fontanastraße; 19. Bezirk, Leopoldsberg) vertreten. Die befestigte Höhensiedlung (Oppidum) datiert in die jüngere Eisenzeit, der Zeit der Kelten. Um Christi Geburt gelangte das heutige Wien unter römische Herrschaft und trat so erstmals in das Licht der Schriftgeschichte. Auch unter römischer Herrschaft entstanden allerdings Grabhügel, die norisch-pannonische Grabhügel genannt werden. Etwa fünfzehn kleine Exemplare befinden sich im Wienerwald, in der Katastralgemeinde Hütteldorf.

## Im Römischen Reich

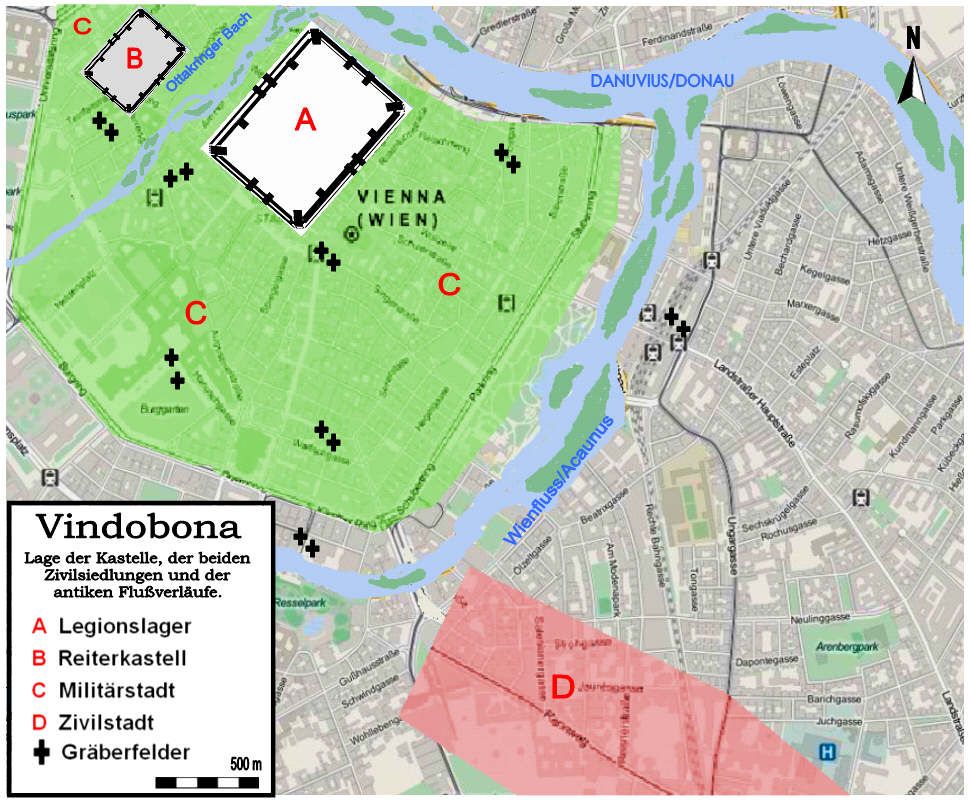
Übersicht der römischen Siedlungsstruktur

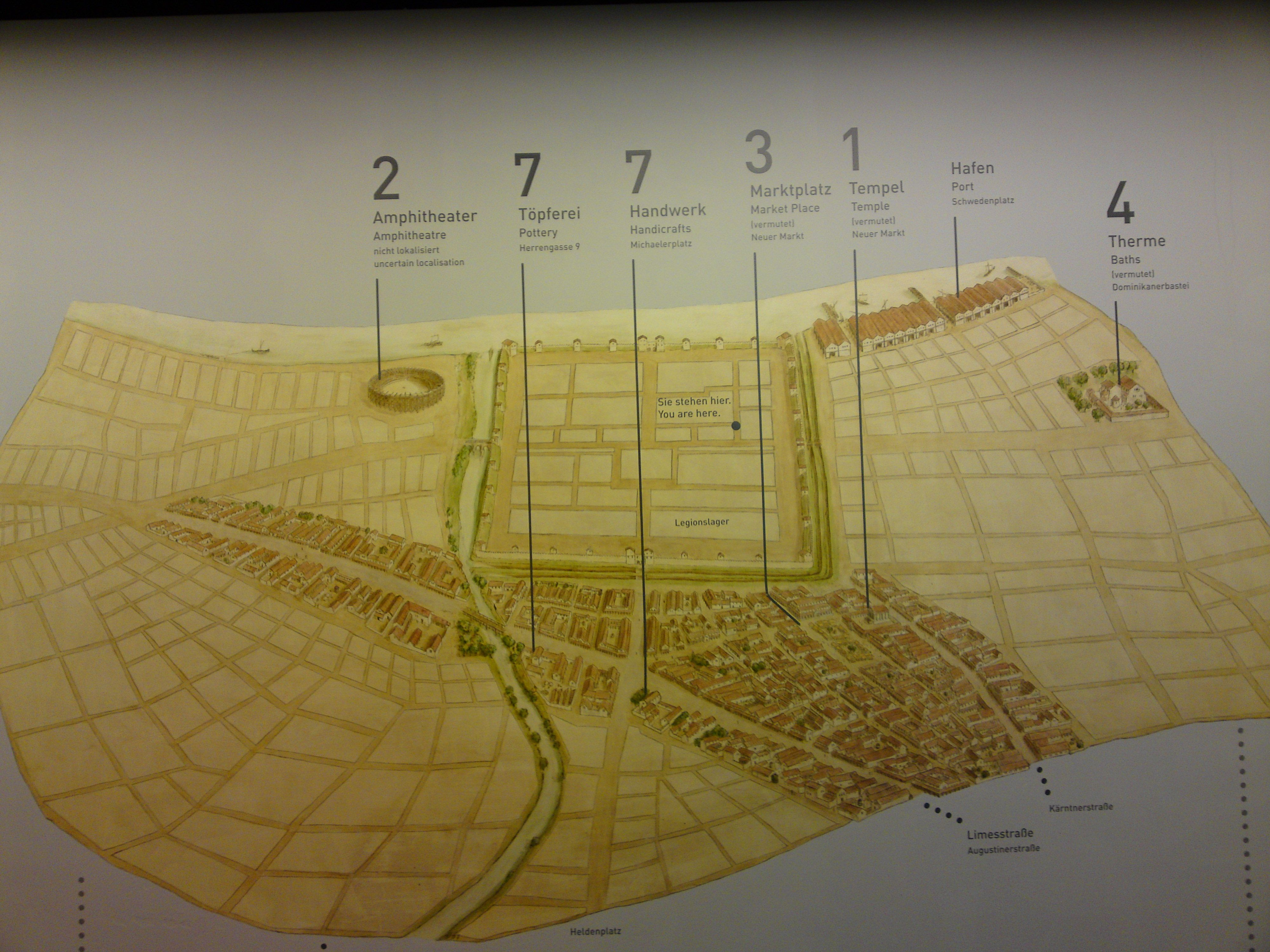
Darstellung der Militärstadt

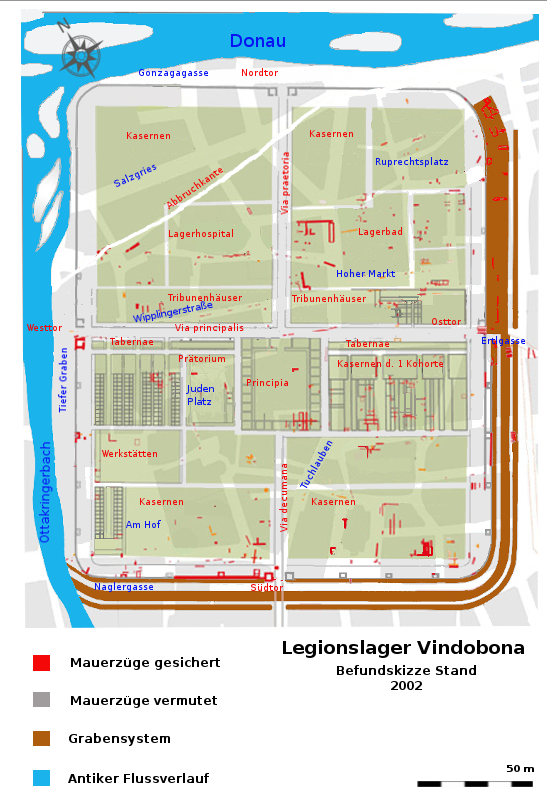
Das Legionslager und die entsprechenden Fundorte anhand heutiger Straßenverläufe

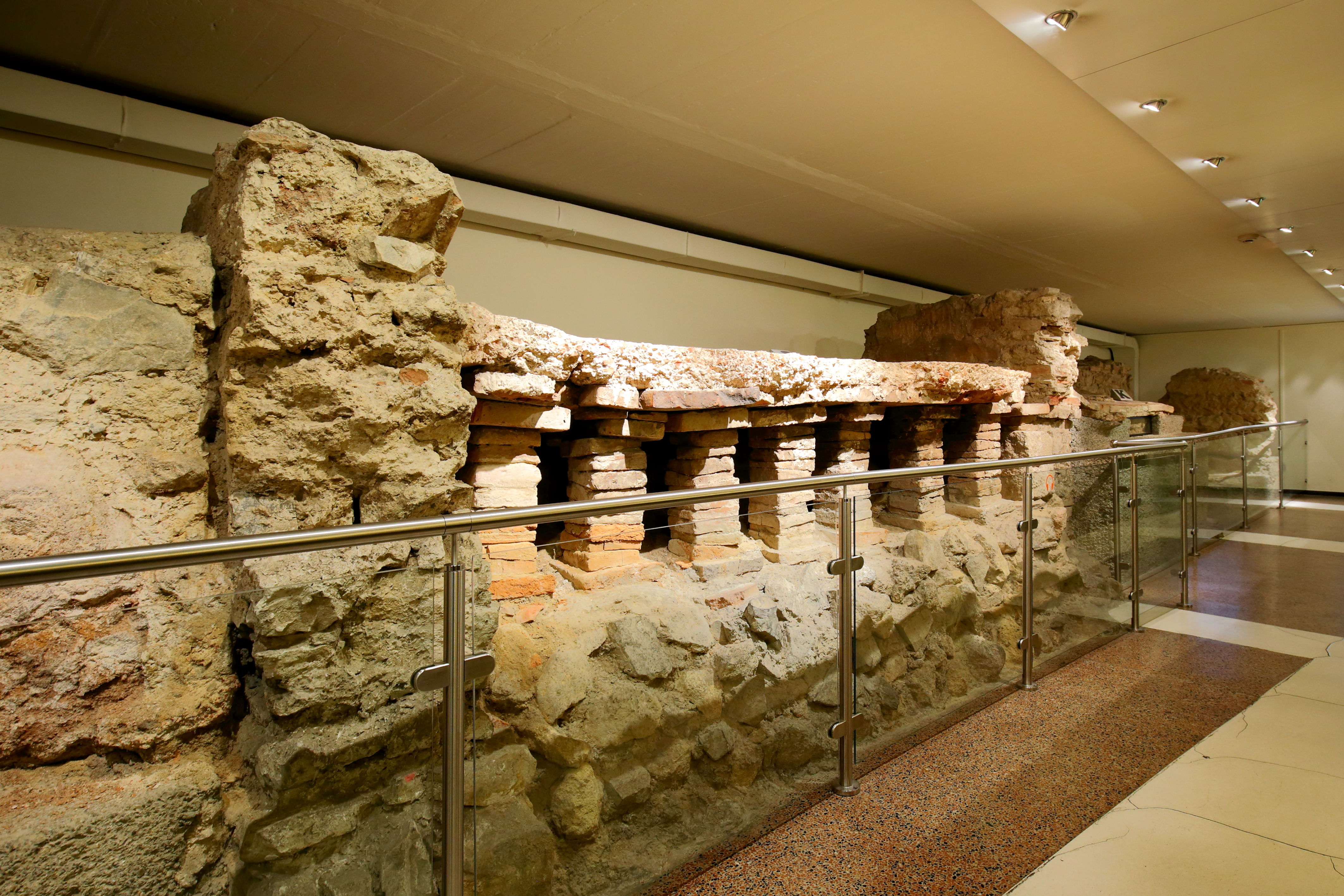
Ausgrabungen des römischen Lagerbads unter dem Hohen Markt

Im 1. Jahrhundert n. Chr. adaptierten die Römer an der Stelle des heutigen Wiener Stadtzentrums nahe der Donau die keltische Siedlung Vindobona als Militärlager (castrum) mit der angeschlossenen Zivilstadt (canabae, im heutigen 3. Gemeindebezirk) zur Grenzsicherung der Provinz Pannonien an. Mit dem Bau des Legionslagers von Vindobona wurde um 97 n. Chr. begonnen. Wenige Jahre zuvor war es in unmittelbarer Nähe zu einer katastrophalen Niederlage römischer Grenztruppen gekommen, die von germanischen Invasoren vom anderen Ufer der Donau niedergemetzelt worden waren. Im Frühjahr 2025 wurden unter einem Sportplatz in Simmering am Südrand Wiens die Überreste von 150 brutal getöteten jungen römischen Soldaten in einem Massengrab entdeckt, das mit diesen Ereignissen in Verbindung gebracht wird. Nach Ansicht des Wiener Stadtarchäologen Martin Mosser kann die Gründung des Legionslagers an dieser Stelle eine Reaktion auf diese Niederlage gewesen sein.
Noch heute kann man an den Straßenzügen des 1. Bezirks (Innere Stadt) den Mauerverlauf und die Straßen des Lagers erkennen. Die Lagermauer verlief entlang der Straßenzüge: Tiefer Graben, Naglergasse, Graben, Kramergasse, Rotgasse, Rabensteig und etwa parallel zum Salzgries. Nach einem Donauhochwasser im 3. Jh. und der damit verbundenen Zerstörung der nördlichen Lagerecke musste von der streng rechteckigen Grundform abgewichen werden. Damit erreichte das Lager eine Breite von ca. 455 m und eine Länge bis 500 m. Die am Judenplatz archäologisch erforschten Kasernen waren zunächst aus Holz errichtet. Zwischen den Kasernen verlief eine geschotterte Straße mit beidseitigen Abflussrinnen. Um 150 n. Chr. wurden die Kasernen durch Steinbauten ersetzt. Die Fundamente und tragenden Innenmauern wurden mit Bruchsteinen und Mörtel hochgezogen. Für Trennmauern wurden ungebrannte Lehmziegel verwendet. Die Fußböden waren aus Lehm oder Mörtelestrich.
Einer unsicheren Überlieferung nach starb hier im Jahre 180 n. Chr. der römische Kaiser Marcus Aurelius während eines Feldzugs gegen die Markomannen. Die Siedlung wurde im Jahr 212 zum Municipium erhoben und dadurch gegenüber der nahe gelegenen pannonischen Provinzhauptstadt Carnuntum, die kurz zuvor den Titel Colonia erhalten hatte, aufgewertet. Etwa zu dieser Zeit erhielt die Zivilstadt von Vindobona auch das römische Stadtrecht. Diese Datierung ist tausend Jahre älter als das mittelalterliche Stadtrecht. Ab dem frühen 3. Jahrhundert mehren sich die Funde germanischer Gräber. In der Spätantike sind nach 430 bis 600 keine Siedlungsspuren mehr nachweisbar.

## Mittelalter

### Frühes Mittelalter
Die ursprüngliche keltische Siedlung Vedunia und das spätere römische Legionslager Vindobona im heutigen Wien lagen weit im Osten des weströmischen Reiches und fielen daher den Wirren der Völkerwanderung rasch zum Opfer. Es gibt Hinweise auf ein katastrophales Feuer etwa zu Beginn des 5. Jahrhunderts n. Chr. Die Überreste des Lagers wurden aber nicht verlassen, sondern es blieb eine kleine Restsiedlung zurück. Die Straßen und Häuser des frühmittelalterlichen Wien folgten dem Verlauf der römischen Lagermauern, was darauf schließen lässt, dass ein Teil der Befestigungen noch stand und von den Siedlern verwendet wurde (Teile der römischen Lagermauer samt der Tore wurden noch 1156 in die Wiener Stadtmauern integriert und blieben bis etwa 1200 erhalten). Auch wurden im Bereich der heutigen Inneren Stadt mehrmals byzantinische Kupfermünzen aus dem 6. Jahrhundert gefunden, was auf regen Handel schließen lässt. Das Zentrum des frühen Wiens war der Berghof (heute Salvatorgasse, eine Nebenstraße zur Marc-Aurel-Straße). Bei Grabungen in diesem Bereich wurden Gräber aus dem 6. Jahrhundert gefunden. Damals herrschten die Langobarden im Wiener Raum.
Nachdem die Langobarden 568 nach Süden abgezogen waren, übernahmen die Awaren unter Baian die Herrschaft in der gesamten Region. Neben der awarischen Oberschicht lebten aber andere Völker im Awarenreich. Die Bevölkerungsmehrheit wurde von Slawen gebildet, über welche die Awaren einen Schutz- und Herrschaftsanspruch geltend machten. Bei einigen heutigen Wiener Stadtteilen, etwa Währing, Döbling, Liesing oder Lainz, lassen sich die Namen aus dem Slawischen herleiten. Von 627 bis 658 war laut der Fredegarchronik der Raum Wien Schauplatz eines großen Slawenaufstandes unter der Führung des fränkischen Kaufmanns Samo gegen die Awaren. Bereits um 650 kehrten die ersten Awaren aber wieder in die aufständischen Gebiete zurück. Im Jahr 791 führte Karl der Große einen ersten misslungenen Feldzug gegen die Awaren, konnte die Awaren aber dennoch bis zum Wienerwald zurückdrängen. Ein Bürgerkrieg im awarischen Reich 795 endete damit, dass ein neuer Herrscher, der Tudun, den Franken seine Unterwerfung sowie die Annahme des Christentums anbot, was die Franken jedoch für einen neuerlichen Angriff nutzten und bis 796 große Teile des Awarenreiches unterwarfen. Der Tudun erhielt eine eigene Herrschaftsorganisation innerhalb der fränkischen Awarenmark, das so genannte Awarische Fürstentum östlich von Wien. Danach war der Wiener Raum noch mehrmals Schauplatz bedeutender Awarenaufstände sowie von Einfällen nicht unterworfener Awaren.

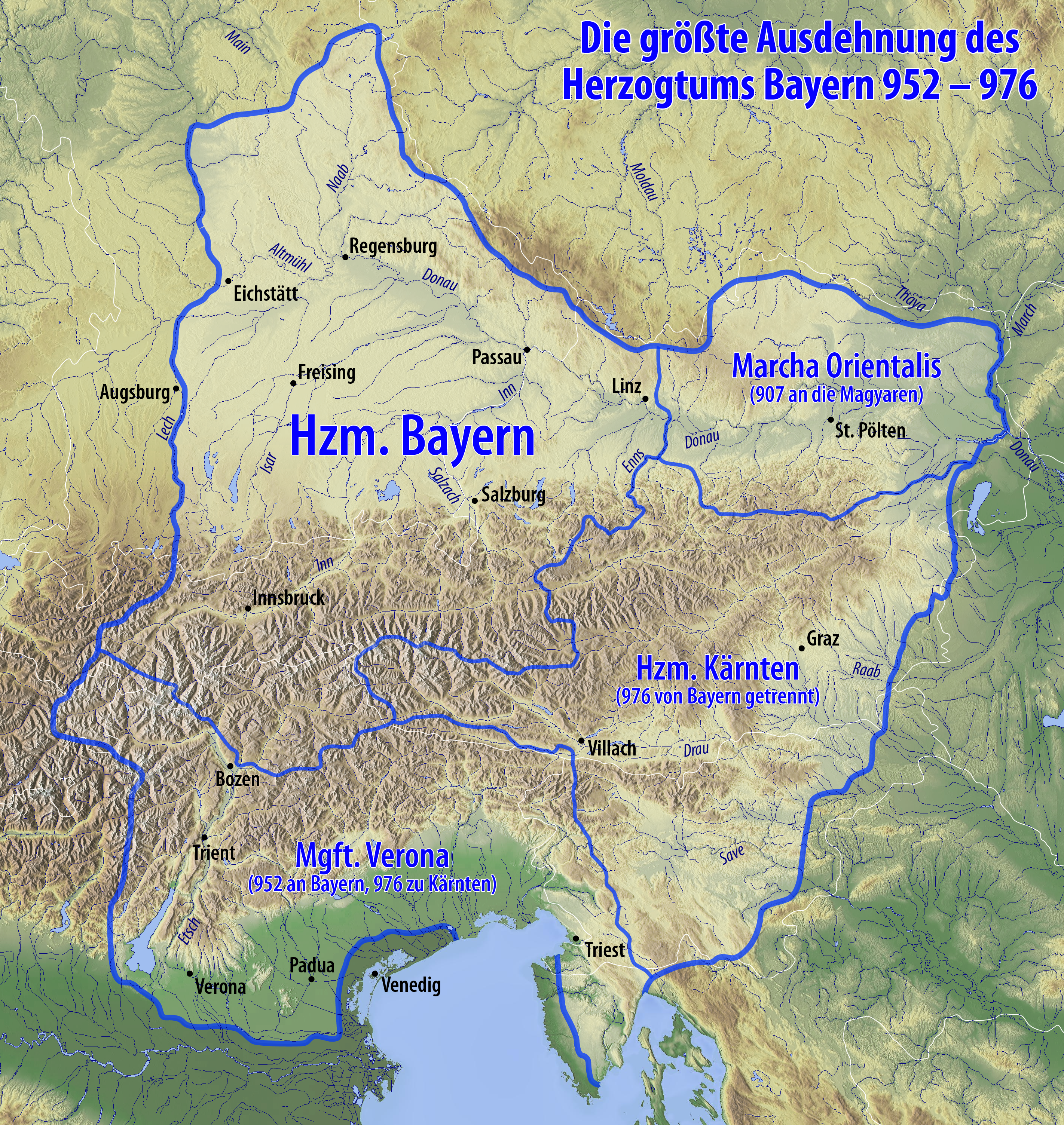
Das Herzogtum Bayern mit der Provinz Marcha Orientalis im 10. Jahrhundert.

Im beginnenden Frühmittelalter ab der Mitte des 6. Jahrhunderts bildete sich mit den Agilolfingern die erste bairische Stammesdynastie, die von ihrem Herrschaftssitz in Regensburg aus ihr Hoheitsgebiet bis Mitte des 8. Jahrhunderts nach Osten bis zur Enns und nach Süden bis ins heutige Südtirol erweiterten. Der Frankenkönig Karl der Große verleibte im Jahr 788 das bis dahin selbstständige Herzogtum Baiern in sein Reich ein. Östlich davon errichtete er um 800 die sogenannte Awarenmark sowie südlich davon die Mark Karantanien, die, als Lehen vergeben, zum Schutz seines Reichs gegen die von Osten vordringenden Awaren dienen sollten. Nach den Erbfolgekonflikten unter Karls Nachfolgern und dem daraus resultierenden Vertrag von Verdun 843 gehörte das Herzogtum Baiern mit den beiden Marken schließlich dem Ostfrankenreich an. Die auf dem Gebiet der vormaligen Awarenmark eingerichtete Provinz Marcha Orientalis („Mark im Osten“) reichte beiderseits der Donau von der Enns im Westen bis zur March und Leitha im Osten.
Kurz nach der Wende zum 10. Jahrhundert fiel das Gebiet um Wien einem östlichen Reitervolk in die Hände, den Ungarn, die der ostfränkische König Otto I. der Große im Jahr 955 in der Schlacht auf dem Lechfeld besiegen konnte. Damit begann für das frühe Wien der Weg ins Hochmittelalter.

### Hochmittelalter – Zeit der Babenberger

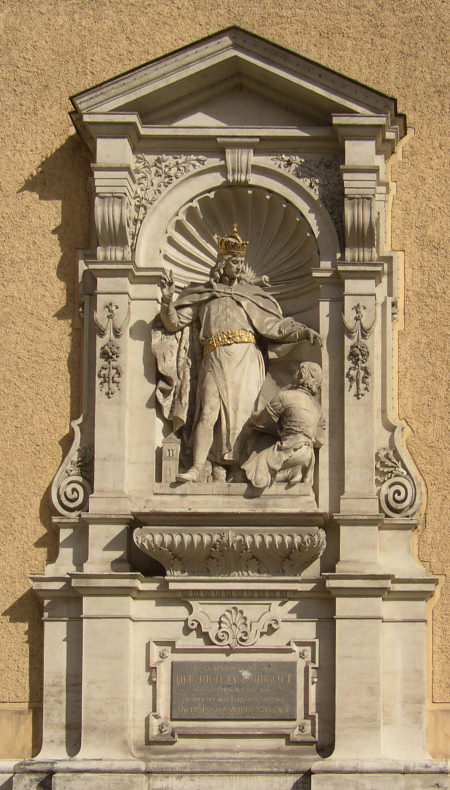
Herzog Heinrich II. erhob 1155 Wien zu seiner Hauptstadt

Ab dem 8. Jahrhundert setzte die fränkische Besiedelung von Westen her durch die Bajuwaren ein, welche sich nach dem Sieg über die Ungarn 955 noch verstärkte. 976 wurde unter den Babenbergern die Markgrafschaft Ostarrichi eingerichtet, auf deren Gebiet (nahe der Grenze nach Ungarn) auch Wien lag. Bereits im 11. Jahrhundert war Wien ein wichtiger Handelsort. Im Tauschvertrag von Mautern zwischen dem Bischof von Passau und Markgraf Leopold IV. wird Wien erstmals als Civitas bezeichnet, was auf eine wohlgeordnete Siedlung hindeutet. Im Jahr 1155 machte Heinrich Jasomirgott Wien zu seiner Hauptstadt. Im Jahre 1156 wurde Ostarrichi (Österreich) mit dem Privilegium Minus zum Herzogtum erhoben und Wien Sitz des Herzogs. In diese Zeit fällt auch die Gründung des Schottenstifts und der Ausbau der Reste der römischen Lagermauern zur ersten Wiener Stadtmauer.
Unter den Babenberger-Herzögen begann im 12. Jahrhundert eine systematische Stadterweiterung, die zu einer Verdreifachung des ursprünglichen Stadtgebiets führte und bis heute die räumliche Struktur der Inneren Stadt Wiens maßgeblich prägt.
Die Ereignisse nach dem Dritten Kreuzzug, in deren Verlauf der englische König Richard Löwenherz von Markgraf Leopold V. (dem Tugendreichen) zwei Tage vor Weihnachten 1192 in Erdberg bei Wien gefangen genommen wurde, brachten ein enormes Lösegeld von 50.000 Mark Silber (etwa 12 Tonnen Silber, ein Drittel der Forderungen des Kaisers an die Engländer; Richard war ja im März 1193 an diesen ausgeliefert worden). Damit wurde in Wien eine Münzprägestätte eingerichtet und um das Jahr 1200 die neue Wiener Stadtmauer gebaut. An der U-Bahn-Station Stubentor sind noch heute Reste der Stadtmauer zu sehen. Leopold V. wurde von Papst Coelestin III. für die Gefangennahme von Richard Löwenherz exkommuniziert, da er sich an einem geschützten Kreuzfahrer vergriffen hatte, und starb nach einem Sturz vom Pferd an Wundbrand. An seinem Totenbett wurde die Exkommunikation gegen das Versprechen, das Lösegeld zurückzuzahlen, wieder aufgehoben.
Die städtische Umgestaltung mit dem Ausbau der Stadtbefestigung ging mit der Etablierung eines neuen urbanen Mittelpunktes einher, der sich südwestlich des Stephansdoms befindet und nach einem kuriosen, mittelalterlichen Rechtsmal benannt ist, das dem Platz den Namen verliehen hatte: Der Stock im Eisen. Der mit zahlreichen Nägeln und mehreren Eisenbändern versehene Stamm einer Zwieselfichte gilt nicht nur als symbolischer Mittelpunkt der Stadt Wien, sondern besitzt auch im geometrischen Sinn Zentrumscharakter für die Wiener Defensiv- und Sakraltopographie.
Am 18. Oktober 1221 bekam Wien von Leopold VI. das Stadt- und Stapelrecht verliehen. Letzteres bedeutete, dass Kaufleute, die durch Wien zogen, in der Stadt ihre Waren zum Verkauf anbieten mussten. Dies ermöglichte den Wienern den Zwischenhandel, so dass Wien bald weitreichende Handelsbeziehungen, insbesondere entlang der Donaustraße und nach Venedig, unterhielt und als eine der bedeutendsten Städte des Reichsgebiets galt.

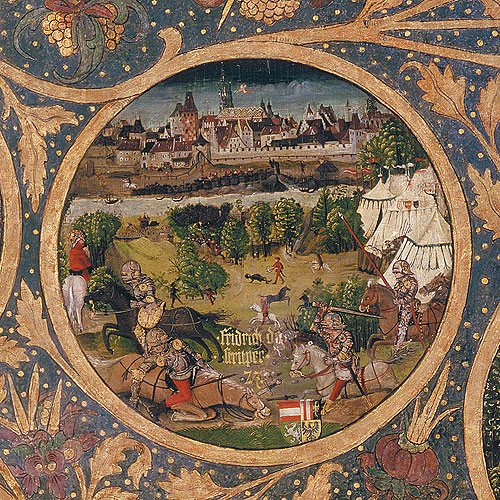
Friedrich II. mit Wien im Hintergrund, aus dem Babenberger-Stammbaum (1489–1492). Erkennbar ist auch der im 13. Jahrhundert bereits nachgewiesene „rothe Turm“.

Umso schmerzlicher wurde empfunden, dass Wien keinen eigenen Bischof hatte: es gehörte zum Bistum Passau. Von Herzog Friedrich II. weiß man, dass er darüber verhandelte, in Wien ein Bistum zu errichten, von Ottokar Přemysl vermutet man es.
Im Jahr 1276 litt die Stadt unter Feuersbrünsten. Nach dem 28. März und dem 16. April verursachte der dritte Brand vom 30. April weitere Schäden. Kirchen, Klöster und die herzogliche Burg wurden ein Raub der Flammen oder schwer beschädigt. Dach und Glockengestühl der Stephanskirche gingen verloren. Rund zwei Drittel der Stadt waren nach dieser Katastrophe abgebrannt. Der Wiederaufbau wurde von König Ottokar II. unterstützt.

### Spätmittelalter und frühe Renaissance – Aufstieg der Habsburger

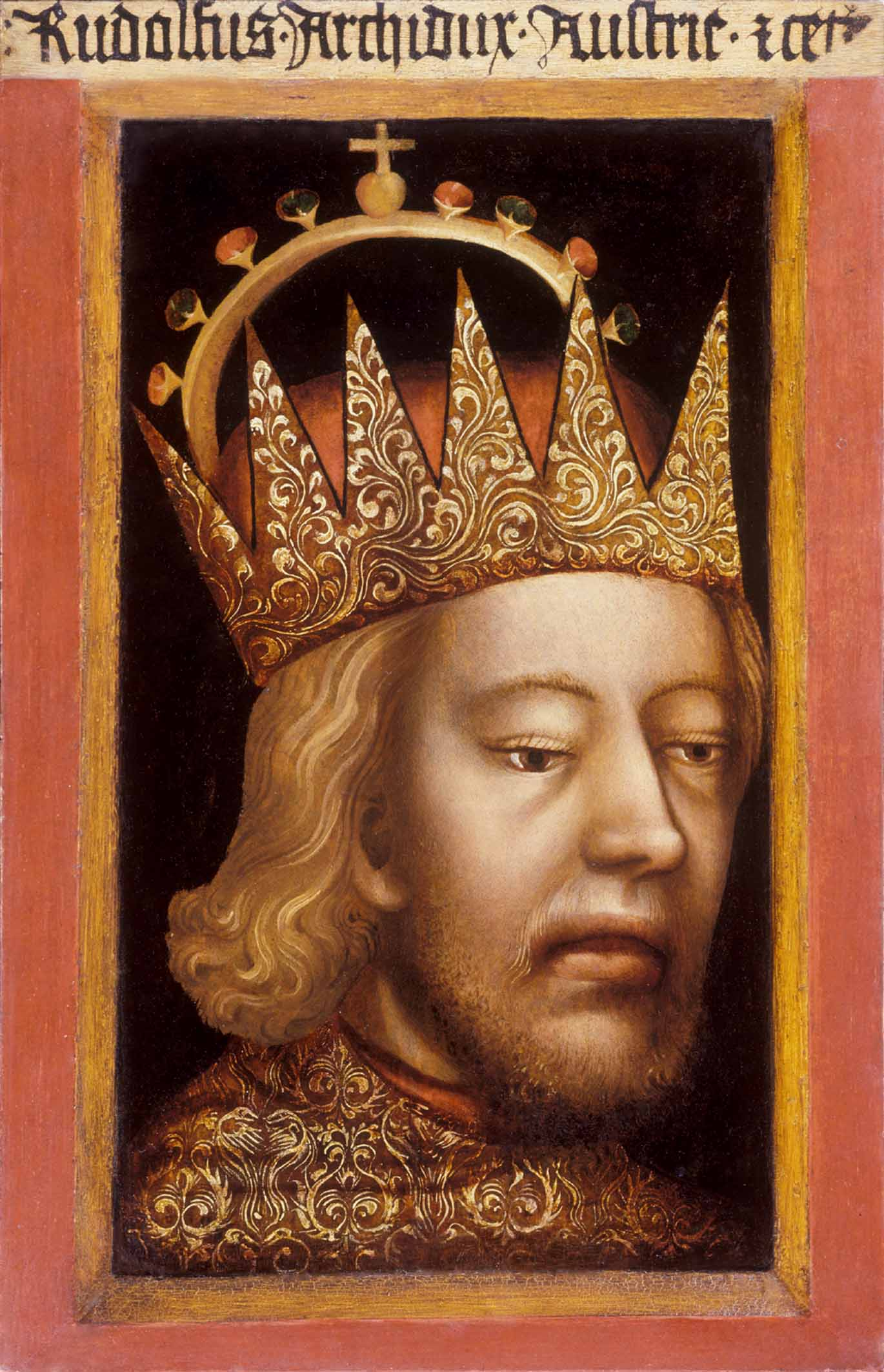
Erzherzog Rudolf IV., genannt „der Stifter“ – der Beiname bezieht sich auf seine Gründungen in Wien

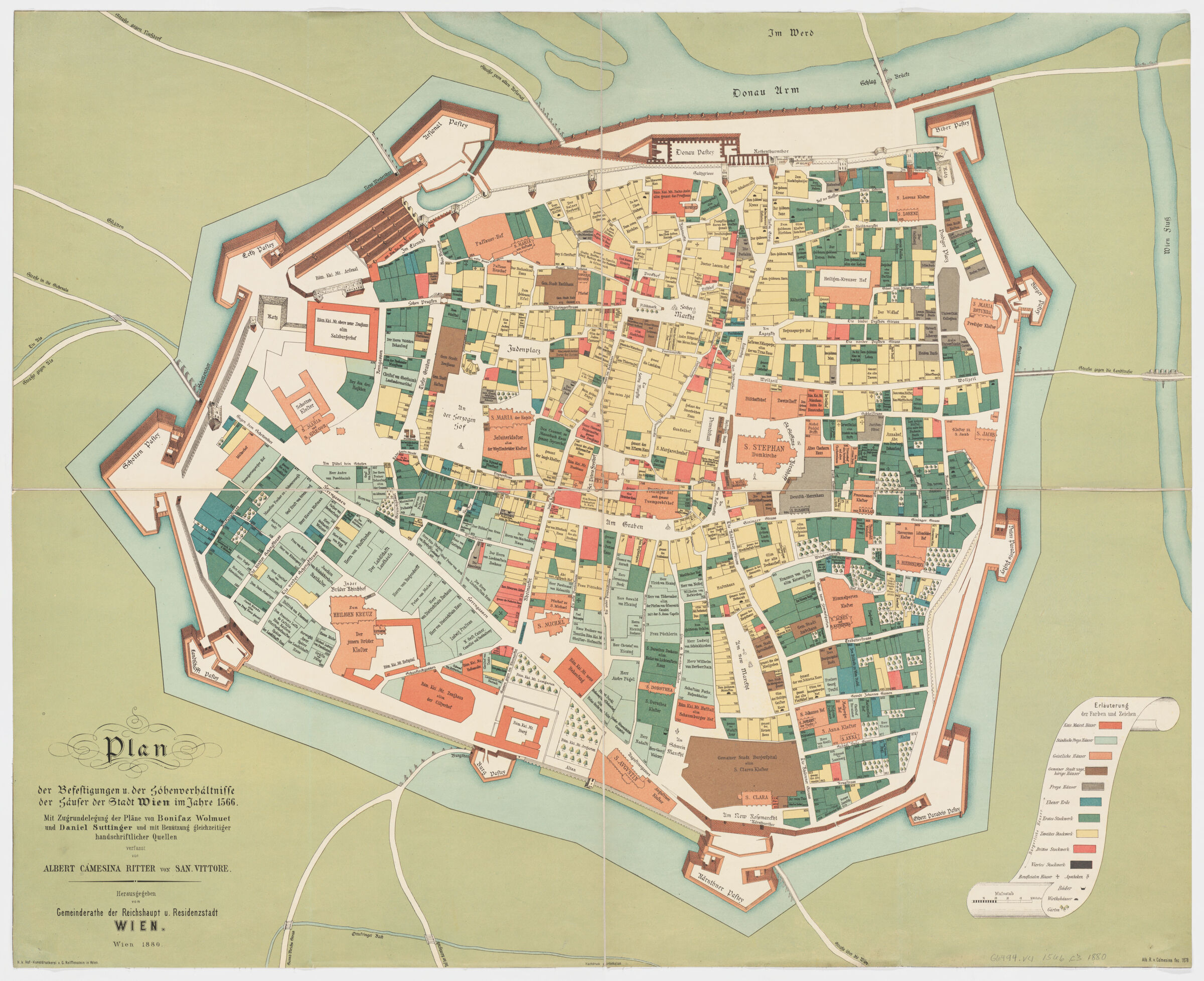
Plan der Befestigungen u. der Höhenverhältnisse der Häuser der Stadt Wien im Jahre 1566. Mit Zugrundelegung der Pläne von Bonifaz Wolmuet und Daniel Suttinger und mit Benützung gleichzeitiger handschriftlicher Quellen.

1278 nahm Rudolf I. nach einem Sieg über Ottokar II. von Böhmen die österreichischen Länder unter eigene Verwaltung, damit begann die Herrschaft der Habsburger.
In Wien brauchten die Habsburger allerdings relativ lange, um sich zu etablieren, die Parteigänger Ottokars blieben noch lange stark. Gegen Albrecht I. gab es mehrere Aufstandsversuche. Führend war hier die Familie Paltrams vom Stephansfreithof.
Um 1280 wurde das Fürstenbuch – die erste Geschichte der Stadt Wien – durch Jans den Enikel geschrieben. Eine mehrmonatige Belagerung durch Herzog Albrecht I. von Österreich nach einem Aufstand der Wiener Patrizier endete am 18. Februar 1288 mit der Kapitulation der Stadt, die daraufhin einen Teil ihrer städtischen Privilegien einbüßte und einen Teil ihrer Ringmauern schleifen musste.
Mit den Luxemburger-Kaisern wurde Prag zur Residenzstadt des Heiligen Römischen Reichs, in deren Schatten Wien stand. Die frühen Habsburger versuchten, die Stadt auszubauen, um Schritt zu halten. Herzog Albrecht II. etwa ließ den gotischen Chor von St. Stephan bauen.
Am 21. Jänner 1320 erließ Friedrich der Schöne ein Privileg: Die Stadt durfte ein Stadtbuch, das spätestens 1494 Eisenbuch genannt wurde, führen, in der ihre Privilegien verzeichnet waren und das ihr fortan als Grundlage ihrer Rechtsansprüche dienen sollte. Ob sich der Name dieses Buches tatsächlich von eisernen Beschlägen ableitet (die aktuellen Beschläge sind aus Messing, könnten aber im Lauf der Zeit eisernen Beschläge ersetzt haben) oder ob damit gemeint ist, dass die im Buch enthaltenen Rechte unabänderlich, quasi „eisern“ festgeschrieben seien, ist offen.
Große Verdienste erwarb sich Erzherzog Rudolf IV., der durch eine kluge Wirtschaftspolitik den Wohlstand hob. Die Gründung der Universität Wien, die Grundsteinlegung zum Dom von St. Stephan und die Begründung des dort angesiedelten Kollegiatkapitels trugen ihm in der Nachwelt den Beinamen „der Stifter“ ein. Das Kollegiatkapitel sollte ein symbolischer Ersatz für den noch immer nicht vorhandenen Bischof sein.
Die Zeit der Erbstreitigkeiten unter den Habsburgern brachte nicht nur viele Wirren, sondern auch einen wirtschaftlichen Niedergang. Damit verbunden waren auch soziale Unruhen, es gab eine „Patrizier-“ und eine „Handwerkerpartei“, wobei erstere Ernst den Eisernen unterstützte und letztere Leopold IV. Im Jahr 1408 kam es zur Hinrichtung von Bürgermeister Konrad Vorlauf, einem Exponenten der „Patrizierpartei“.
1438 wurde Wien nach der Wahl Herzog Albrechts V. zum deutschen König (Albrecht II.) zur Residenzstadt des römisch-deutschen Reichs. Mit dem Namen Albrechts ist auch die Vertreibung und Ermordung der Wiener Juden in der Wiener Gesera der Jahre 1420/21 verbunden.

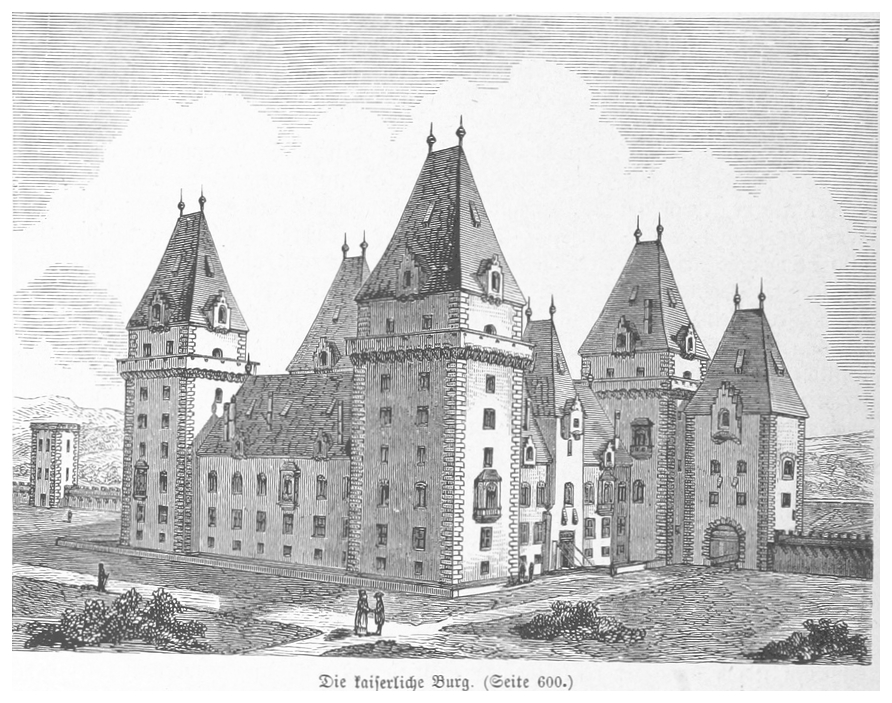
Die Hofburg im 15. Jahrhundert, in einer Rekonstruktion aus dem 19. Jahrhundert

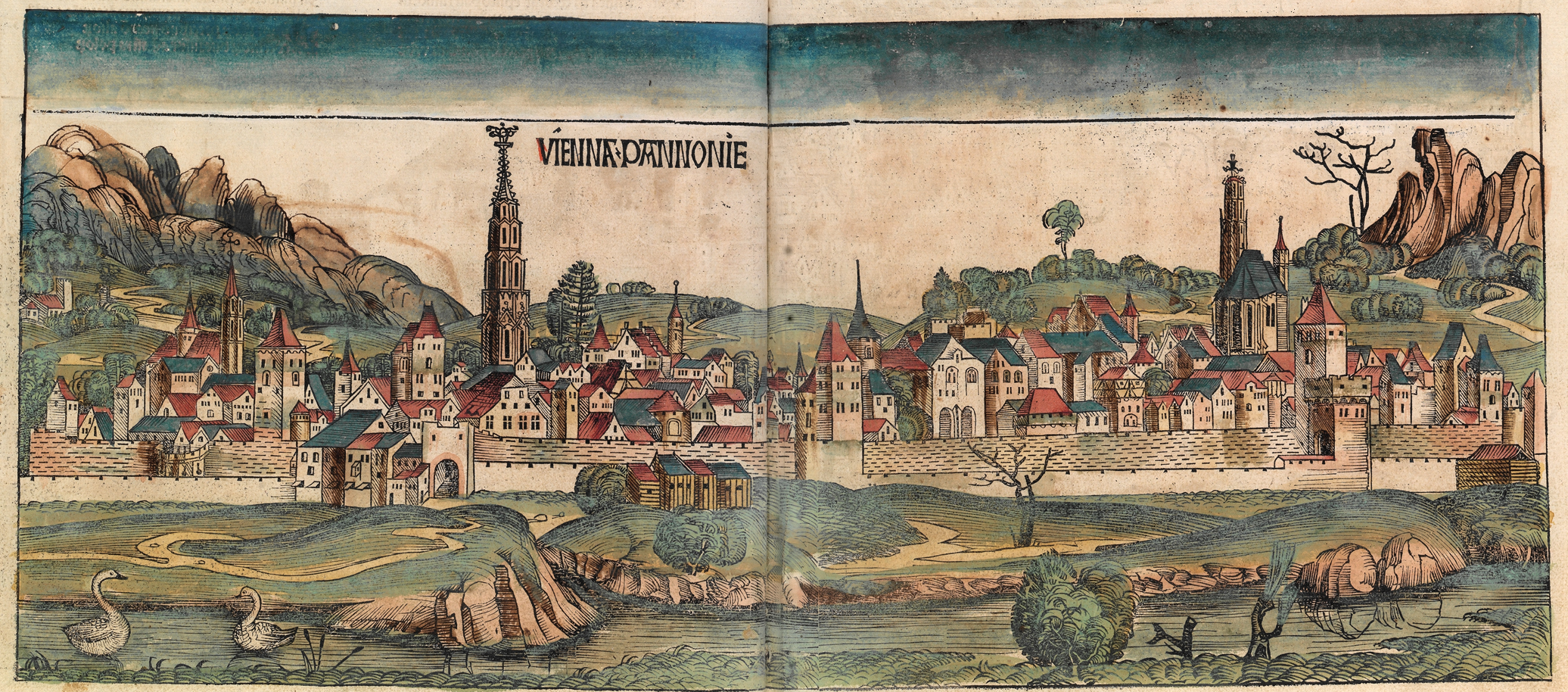
Ansicht der Stadt von Norden, in der Nürnberger Chronik (1493)

1469 wurde Wien Bischofssitz und damit St. Stephan zur Kathedrale. In der wirren Ära des schwachen Kaisers Friedrich III. war Wien immer auf der Seite seiner Gegner (erst (Erz-)Herzog Albrechts VI., dann Matthias Corvinus’ von Ungarn), da er den Landfrieden gegen umherziehende Söldnerbanden (oft noch aus den Hussitenkriegen) nicht gewährleisten konnte. 1485 gelang es Matthias Corvinus, Wien nach mehrmonatiger Belagerung einzunehmen. Es blieb bis zu seinem Tod 1490 unter seiner Herrschaft.
1522 kam es im Blutgericht von Wiener Neustadt mit der Hinrichtung führender Mitglieder der Ständeopposition zu einer Zerschlagung der politischen Strukturen durch Erzherzog Ferdinand. Die Stadt unterstand von nun an direkter kaiserlicher Kontrolle.
Nachdem es 1556 zur Teilung der habsburgischen Dynastie in eine spanische und eine deutsche Linie gekommen und Ferdinand 1558 zum römisch-deutschen Kaiser (Ferdinand I.) gekrönt worden war, wurde Wien 1558 Hauptstadt des Heiligen Römischen Reiches, eine Funktion, die es – mit Unterbrechung – bis 1806 innehatte: Kaiser Rudolf II. verlegte seine Residenz 1583 wieder nach Prag, doch bereits 1620 wurde unter Ferdinand II. die kaiserliche Residenz wieder nach Wien verlegt.

## Reformation und Gegenreformation

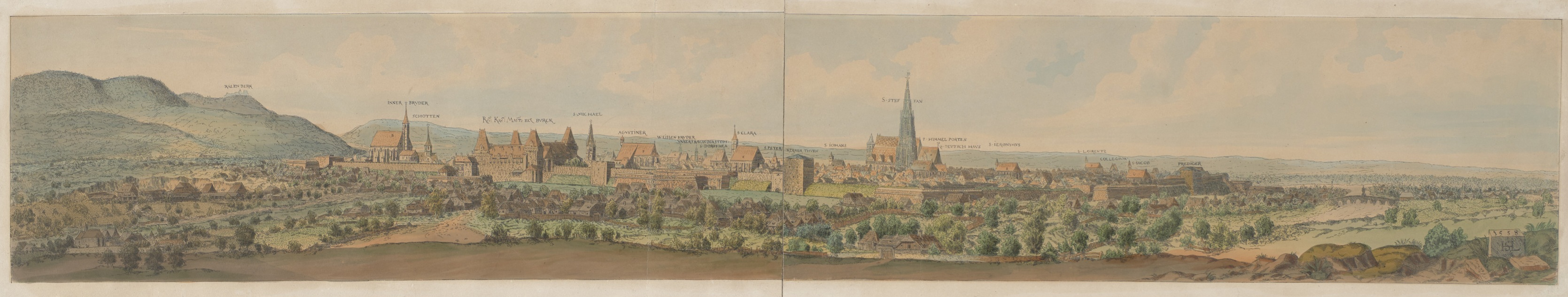
Panorama von Wien von Süden aus, 1558 (Reproduktion)

Von Deutschland kommend, breiteten sich ab 1520 evangelische Schriften in Österreich aus. 1522 wurde Paul Speratus exkommuniziert, weil er im Stephansdom evangelisch gepredigt hatte. 1524 wurde der Wiener Tuchhändler Caspar Tauber hingerichtet, weil er sich zum evangelischen Glauben bekannt hatte. 1528 wurde der Täuferführer Balthasar Hubmaier verbrannt, nachdem er 1527 in Mähren gefangen genommen wurde. Eine Mehrheit des Adels und der Bürger war in der Folge evangelisch geworden; was später dazu führte, dass in der Stadt 1577 die evangelischen Gottesdienste verboten wurden. Der Adel mit seinen Gütern vor der Stadt förderte die evangelische Bewegung weiter und beschäftigte eigene evangelische Pfarrer. Sogar der spätere Kaiser Maximilian II. (1527–1576) hatte Johann Sebastian Pfauser, einen evangelischen Hofprediger, an die Hofkirche berufen. Obwohl er dem Protestantismus zuneigte, blieb er formell katholisch. Vor 1600 waren 70 bis 75 % der Bewohner Wiens evangelisch geworden.
Besonders unter Erzherzog Ferdinand II. (1578–1637) setzte die Gegenreformation und die Rekatholisierung der Stadt ein. Bereits 1551 wurden die Jesuiten geholt, die rasch großen Einfluss am Hof erlangten. Der führende Kopf der Gegenreformation war Melchior Khlesl (1552–1630), der Bischof von Wien seit 1598 und Kardinal nach 1615. Die evangelischen Adeligen wurden (vor allem dann im Dreißigjährigen Krieg) entmachtet und vertrieben. Evangelische konnten ihren Glauben danach nur noch im Verborgenen ausüben. Kapellen evangelisch geprägter Gesandtschaften Schwedens, Dänemarks und der Niederlande wurden zu Zentren des Geheimprotestantismus. Erst mit dem Toleranzpatent von 1781 wurden nichtkatholische Bekenntnisse erlaubt und öffentliches evangelisches Leben durfte wieder existieren.

## Erste Wiener Türkenbelagerung

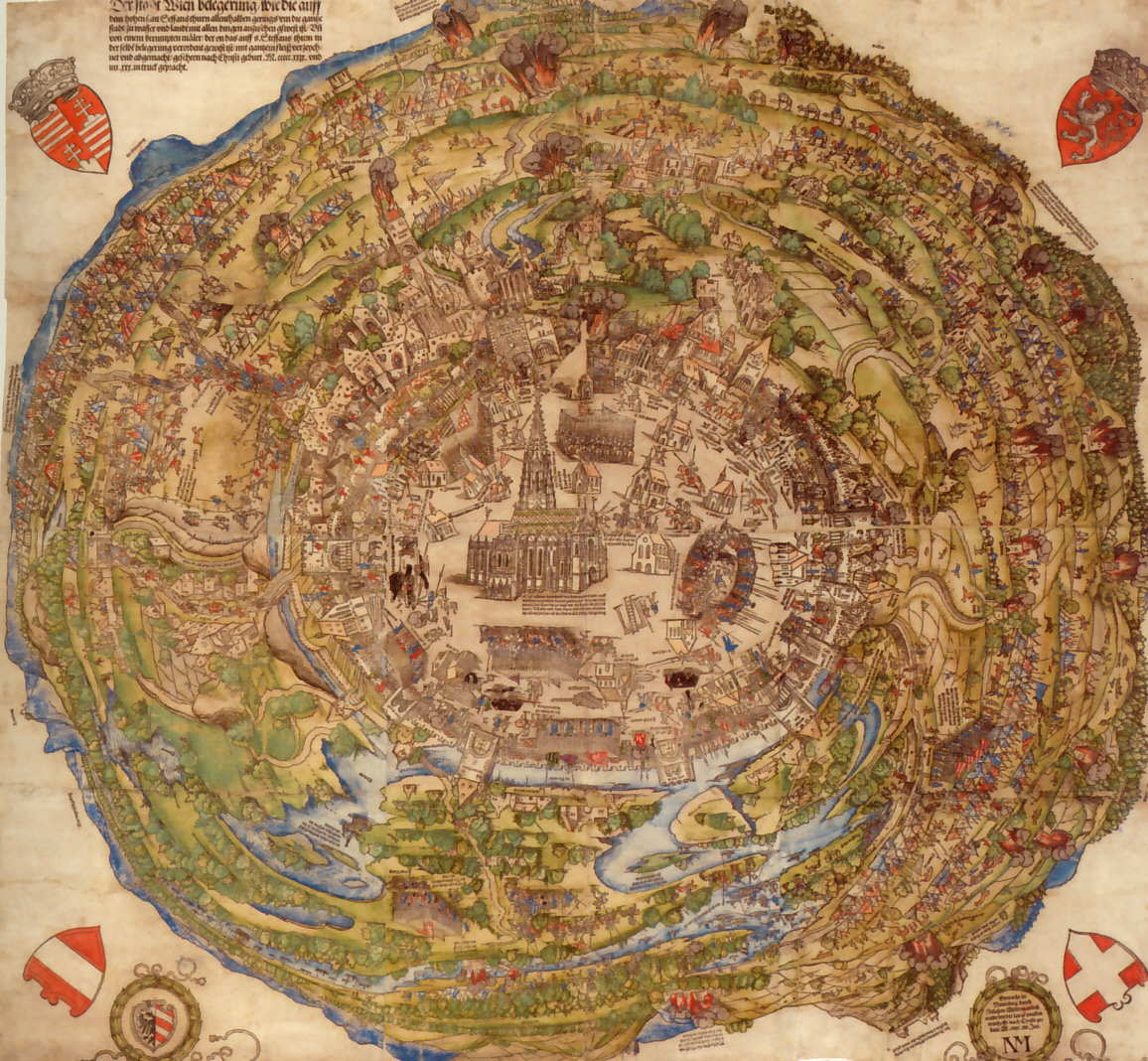
Meldeman Plan der Ersten Wiener Osmanenbelagerung (1530)

1529 wurde Wien das erste Mal vom Osmanischen Reich belagert. Die durch mittelalterliche Mauern geschützte Stadt konnte den Angriffen nur mit Mühe standhalten, bis schließlich ausgebrochene Seuchen und ein befürchteter früher Wintereinbruch die Türken zum Rückzug zwangen. Durch die Belagerung war die Notwendigkeit zeitgemäßer Befestigungsanlagen deutlich geworden. Nach Plänen von Hermes Schallautzer wurde Wien seit 1548 zu einer Festung ausgebaut. Die Stadt wurde mit elf Bastionen aus Mauerwerk versehen und von einem Graben umgeben. Um Wien entstand ein Glacis, ein breiter, unverbauter Bereich, der den Verteidigern ein freies Schussfeld ermöglichte. Diese Befestigungsbauten, die bis ins 17. Jahrhundert hinein den Hauptteil der Bautätigkeit ausmachten, sollten sich 1683 bei der Zweiten Türkenbelagerung auszahlen.

## Wien im Dreißigjährigen Krieg

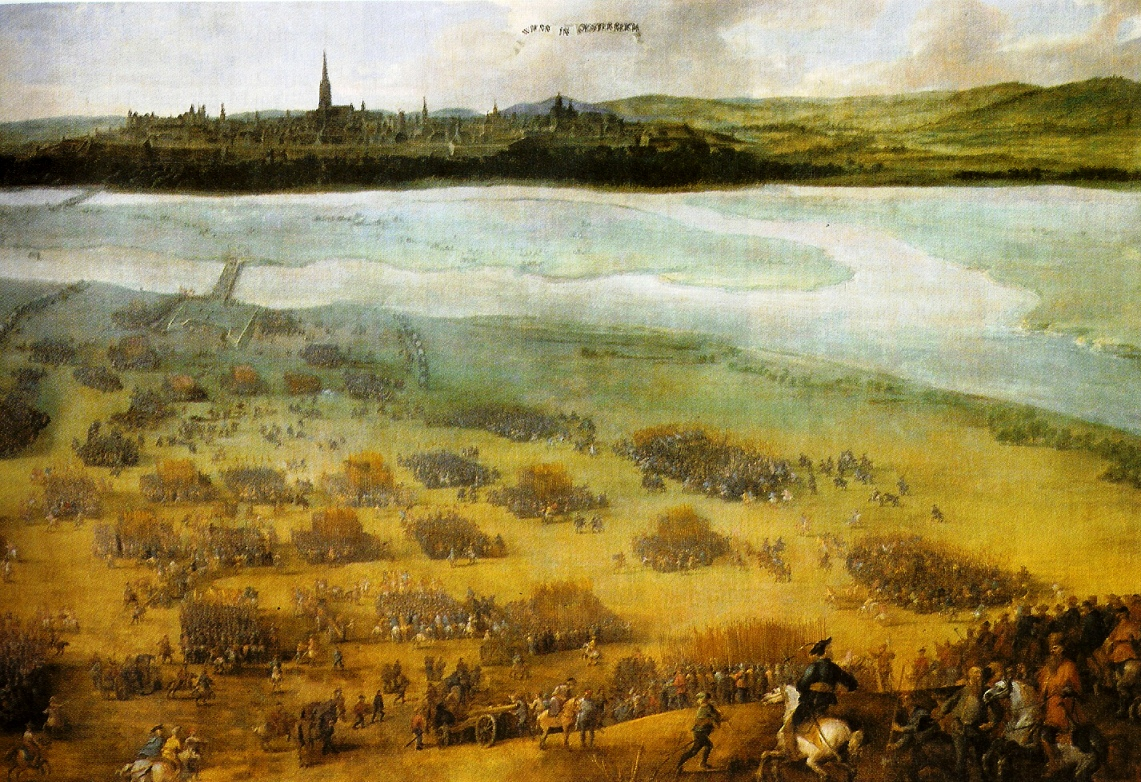
Die Belagerung Wiens 1619 durch das böhmische Ständeheer. Gemälde von Pieter Snayers, um 1620.

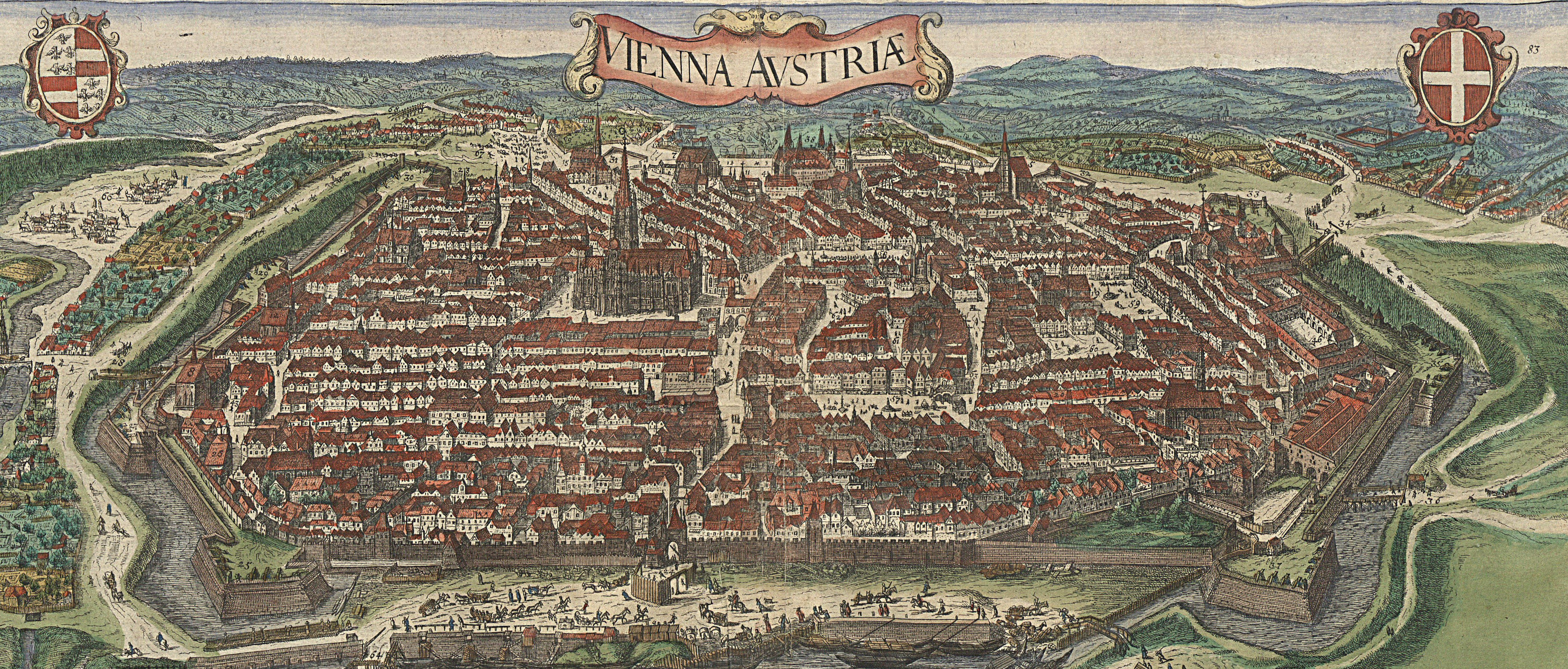
Stadtplan 1609

Als Reichshaupt- und Residenzstadt des Heiligen Römischen Reiches Deutscher Nation und Sitz des Kaisers war Wien mehrere Male das Ziel von Belagerungen und Bedrohungen im Zuge des Dreißigjährigen Krieges. So wurde Wien bereits 1619, noch vor der Schlacht am Weißen Berg, durch feindliche Truppen belagert: Nach dem Prager Fenstersturz, der den Bruch mit der habsburgischen Herrschaft Böhmens besiegelte, warben die böhmischen Stände eine Armee an und wählten Heinrich Matthias von Thurn zum Kommandanten. Dieser beabsichtigte den Umstand zu nutzen, dass die kaiserliche Armee auf einen Krieg nicht vorbereitet war und Kaiser Ferdinand II. noch über keinerlei militärisch schlagkräftige Verbündete verfügte. Weiters gedachte er, sich mit dem Fürsten von Siebenbürgen Gábor Bethlen zu verbünden und Wien von zwei Seiten in die Zange zu nehmen. Thurn drang in Niederösterreich ein und stand am 5. Juni 1619 vor Wien. Er zog nach wenigen Tagen wieder ab, weil kein schweres Belagerungsgerät vorhanden war; nur damit war eine Einnahme Wiens möglich. Außerdem gelang es dem Kommandanten der kaiserlichen Truppen Bucquoy den böhmischen Verbündeten Mansfeld bei Sablat zu schlagen. Thurn musste deshalb zur Verteidigung Böhmens zurückgerufen werden.
Am 27. September 1619 war Wien erneut in höchster Gefahr, denn bereits seit 1616 zettelte Gábor Bethlen einen antihabsburgischen Aufstand an, in dessen Verlauf er fast die gesamte heutige Slowakei einschließlich Pressburg, also das Hauptgebiet des damaligen Königlichen Ungarns, erobern konnte. Bei Pressburg vereinigte er sich wie schon im Juni beabsichtigt mit den von Thurn angeführten Truppen der mährischen und böhmischen Stände und stand Ende September 1619 vor Wien. Die Stadt blieb aber verschont, denn Drugeth von Homonna, ein alter Feind Bethlens, hatte in Polen Kosaken angeworben und war mit diesen in Ungarn eingebrochen. Diese Gefahr in seinem Rücken zwang Bethlen bereits nach zwei Tagen, sich von Wien zurückzuziehen. Da Thurn mit seinen böhmischen Truppen alleine zu schwach war, folgte er dem Beispiel Bethlens.
Gegen Ende des Krieges wurde Wien 1643 erneut bedroht: Leichte Kavallerie unter General Wrangel streifte aus Mähren kommend im Auftrag des schwedischen Feldherren Lennart Torstensson um das Gebiet der Donaubrücken. Durch den überraschenden Abzug der Schweden aus Mähren, um im Torstenssonkrieg Dänemark anzugreifen, endete die Bedrohung für das Wiener Umland jedoch vorerst wieder.
Nach der kaiserlichen Niederlage in der Schlacht bei Jankau am 6. März 1645, einer der letzten großen Schlachten des Krieges, zog das siegreiche schwedische Heer unter Torstensson nach Wien. In aller Eile veranlasste Kaiser Ferdinand III. eine ausreichende Verstärkung der Besatzung der für die Verteidigung Wiens strategisch bedeutenden Wolfsschanze, die dem nördlichen Ende der Wolfsbrücke vorgelagert war. Am 9. April 1645 stand Torstensson dann mit seinem Heer persönlich vor der Schanze. Der drückenden Übermacht des Feindes unterlegen, mussten sich die kaiserlichen Truppen aus der Schanze auf die westlich gelegenen Donauinseln zurückziehen; sie setzten die Brücke dabei hinter sich in Brand. In der Folge tobte ein vier Tage währender Kampf um die Strominseln. Die Zerschlagung der Hoffnungen der Schweden auf ein Zusammenwirken mit dem Siebenbürger Fürst Georg II. Rákóczi, der sich mit dem Kaiser geeinigt hatte, führte zu einem unerwartet raschen Rückzug des schwedischen Generals nach Brünn. Die Wolfsschanze wurde aber weiterhin von einer schwedischen Besatzung gehalten. Erst im Oktober 1645 gelang es den verbliebenen kaiserlichen Truppen unter dem Befehl von Leopold Wilhelm, die Schweden aus der Wolfsschanze und dem Wiener Umland zu vertreiben. Als Zeichen des Dankes für die Rettung Wiens ließ Ferdinand III. auf dem Platz Am Hof eine Mariensäule errichten.

## Zweite Wiener Türkenbelagerung 1683

Entsatz Wiens 1683; Heeresgeschichtliches Museum Wien.

Nach dem Dreißigjährigen Krieg begann unter den Kaisern Ferdinand III. und Leopold I. ein groß angelegter Ausbau der Fortifikationsanlagen Wiens. Alleine in der Regierungszeit Ferdinands III. (bis 1657) wurde dafür aus der Hofkammer die stattliche Summe von über 80.000 fl. investiert. Mit dem Jahre 1672 wurden diese Bauarbeiten fertig – gerade rechtzeitig, denn 10 Jahre später, im Jahre 1683, belagerten die Türken Wien erneut, ehe sie in der Schlacht am Kahlenberg am 12. September 1683 durch ein kaiserlich-Polnisches Heer vernichtend geschlagen wurden. Zuvor verteidigten 20.000 Mann unter dem Oberbefehl von Ernst Rüdiger von Starhemberg rund zwei Monate die Stadt gegen eine Übermacht von 120.000 Türken, welche währenddessen das Umland Wiens völlig verwüsteten.
Nach der Entsatzschlacht wurden der Stern und der Halbmond am Stephansdom, die seit 1519 dort die Spitze zierten (damals allerdings nicht als osmanisches Symbol angebracht, sondern als Symbole für Kaiser und Papst), heruntergenommen und durch ein Kreuz ersetzt.

## 18. Jahrhundert

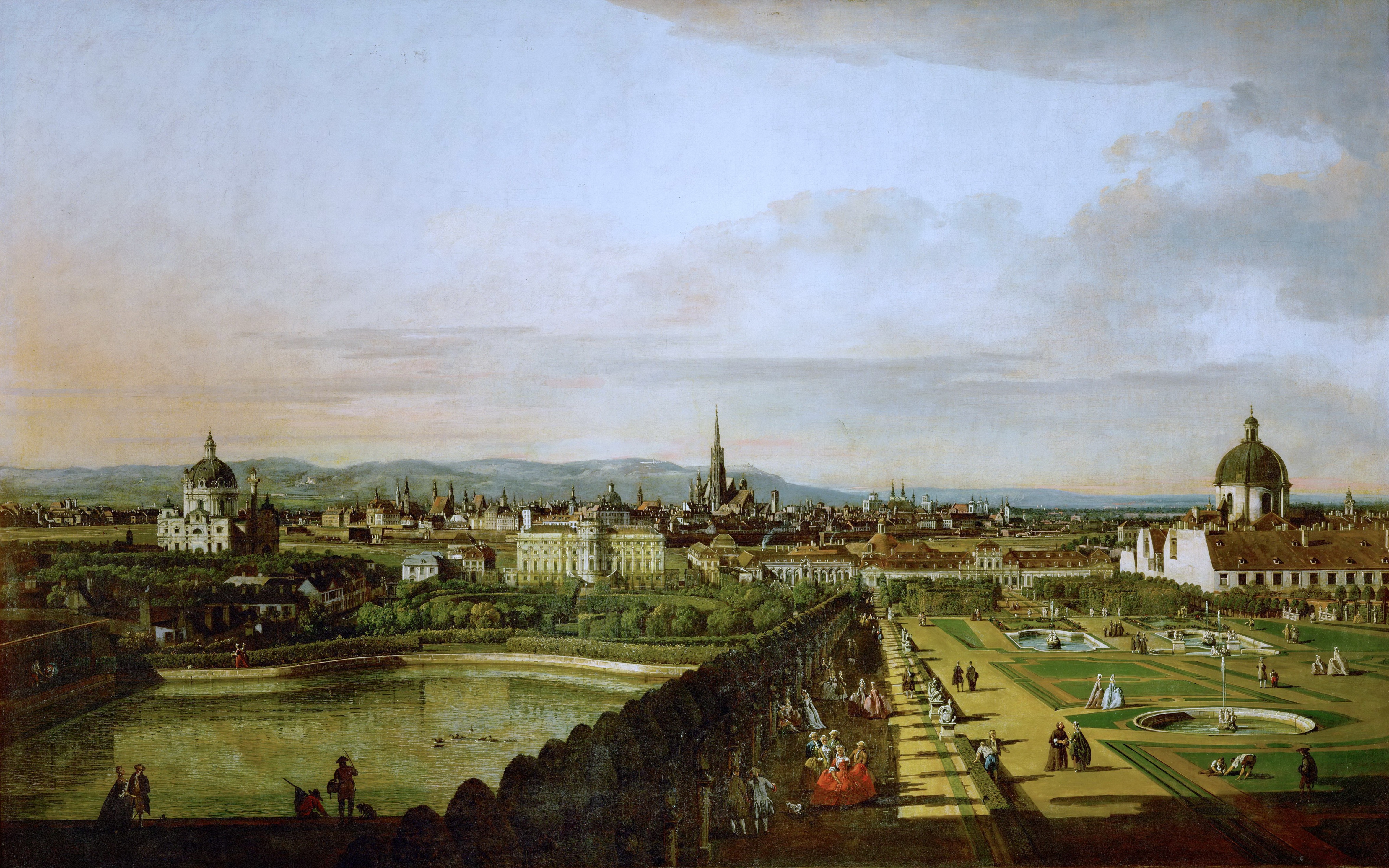
Ansicht von Wien im Barockzeitalter (Canaletto-Blick). Gemälde von Bernardo Bellotto (genannt Canaletto).

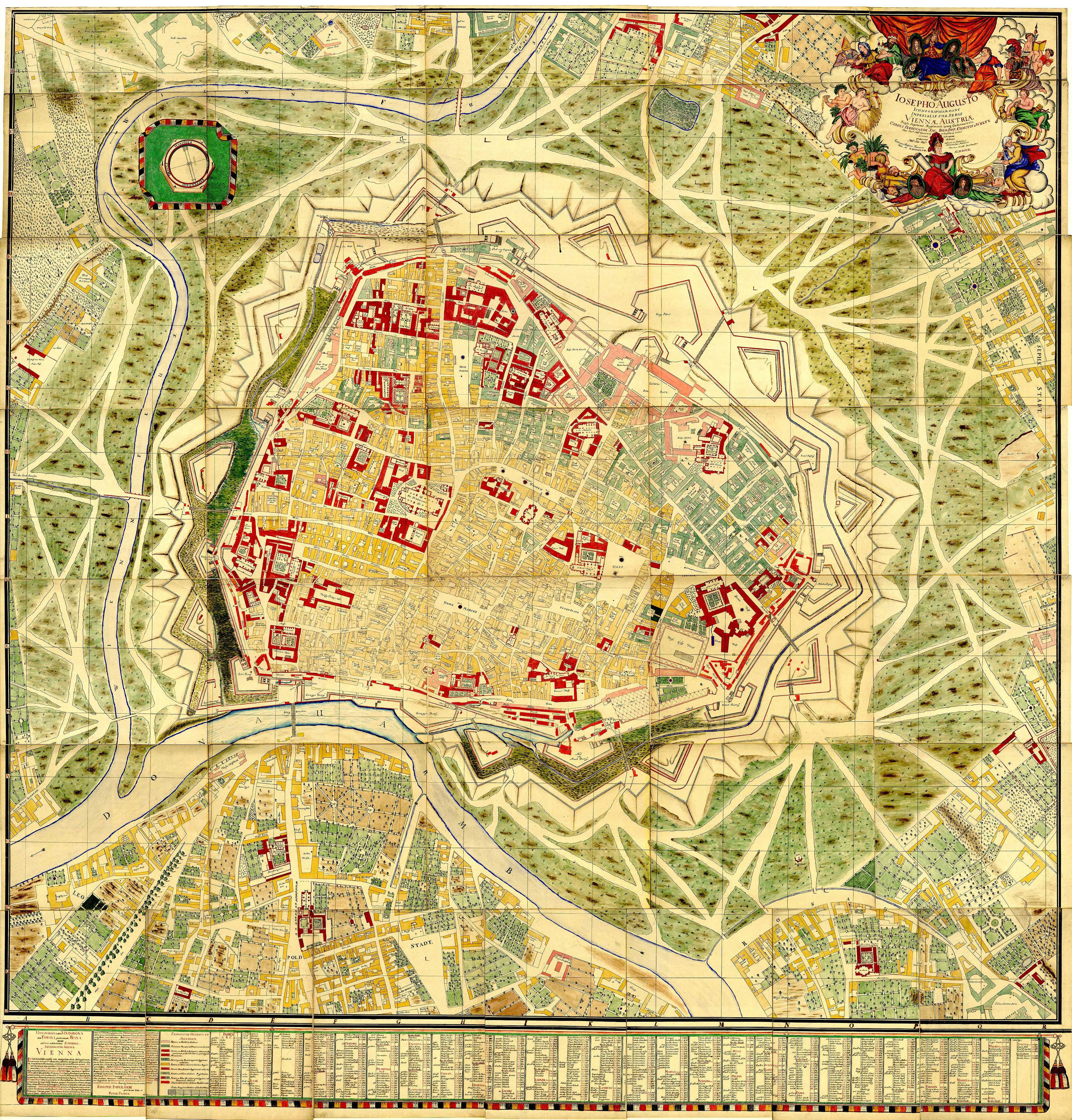
Stadtkarte 1710

Nach dem Sieg über die Türken 1683 vor Wien setzte eine rege Bautätigkeit ein. Im Zuge dieser Wiederauf- und Neubauten wurde Wien weitgehend barockisiert. Dies ist vor allem mit den Namen der Architekten Johann Bernhard Fischer von Erlach und Johann Lukas von Hildebrandt verbunden. Vor allem in den Vorstädten wurde viel gebaut; der Adel begann das ganze Umland mit seinen Gartenpalais zu überziehen, zumal man sich nach den darauf folgenden und nachhaltigen Siegen des Prinzen Eugen ziemlich sicher sein konnte, dass diesen neuen Gebäuden von den Türken her keine Gefahr mehr drohen würde. Am bekanntesten sind das Palais Liechtenstein, das Palais Schönborn, das Palais Schwarzenberg und das Schloss Belvedere des Prinzen Eugen. 1704 bekamen die Vorstädte ihr eigenes, großzügig angelegtes Befestigungssystem, den Linienwall.
Nach den letzten großen Pestepidemien 1679 und 1713 wuchs die Bevölkerung ständig. 1724 waren es geschätzt 150.000 Einwohner und um 1790 bereits 200.000. Zu dieser Zeit wurden auch die ersten Manufakturen gegründet, die erste in der Leopoldstadt, welche sich an der Stelle des um 1620 eingerichteten jüdischen Ghetto entwickelte, aus dem die Juden allerdings 1670 wieder vertrieben worden waren.
Auch das Problem der Hygiene wurde allmählich wahrgenommen; so entwickelten sich Kanalisation und Straßenreinigung. Auch die Einführung der ersten Hausnummern (der Konskriptionsnummern) und Anfänge eines staatlichen Postsystems fielen in diese Zeit.

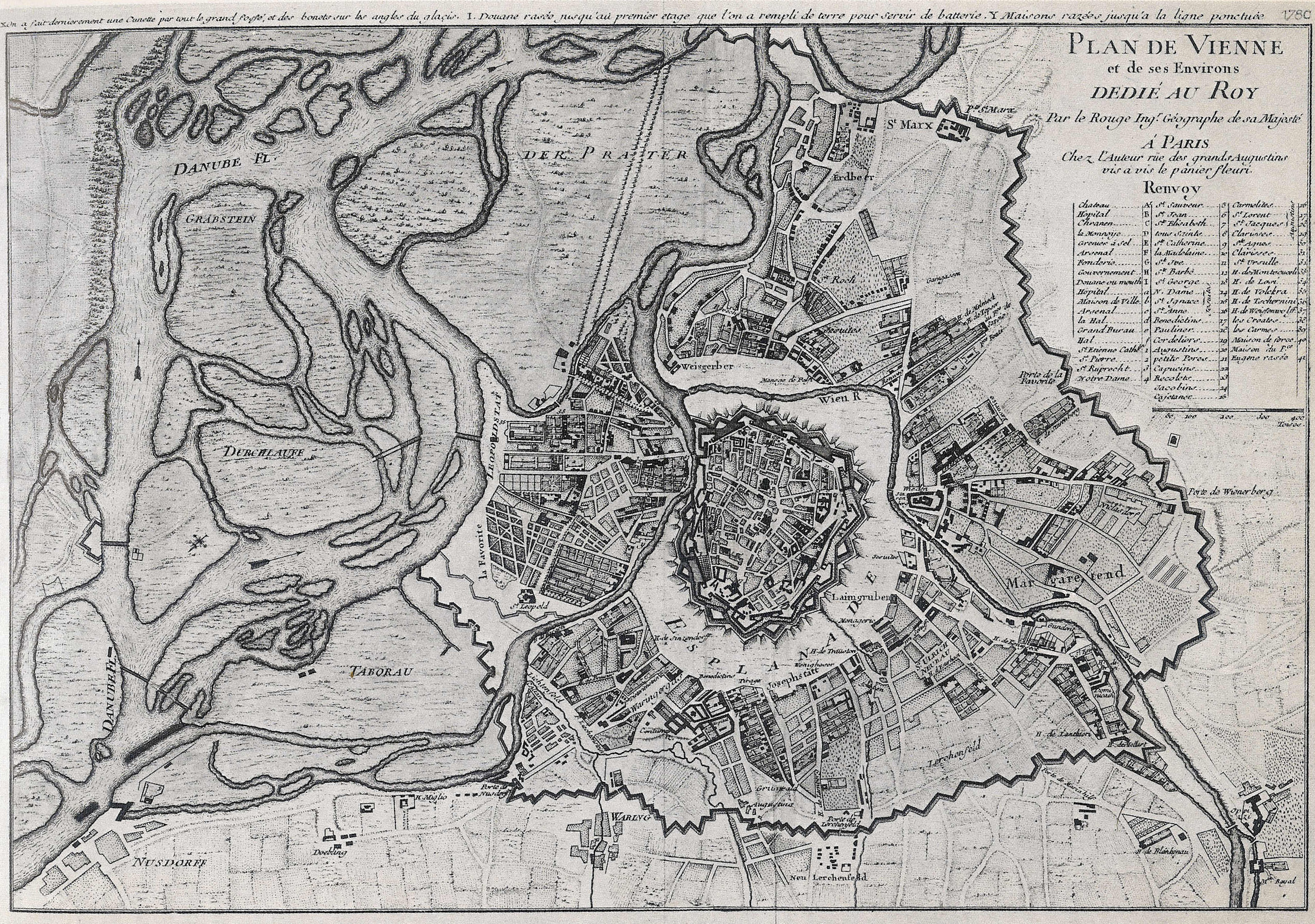
Wien im Jahr 1780

Unter Kaiser Joseph II. gab es zahlreiche Reformen und Neuerungen.
1783 wurde die Stadtverwaltung modernisiert: es wurden eigene Beamte für die Stadt (den Magistrat) eingeführt. Die innerstädtischen Friedhöfe wurden damals aufgelöst.

## Napoleon in Wien, Biedermeier und Revolution 1848

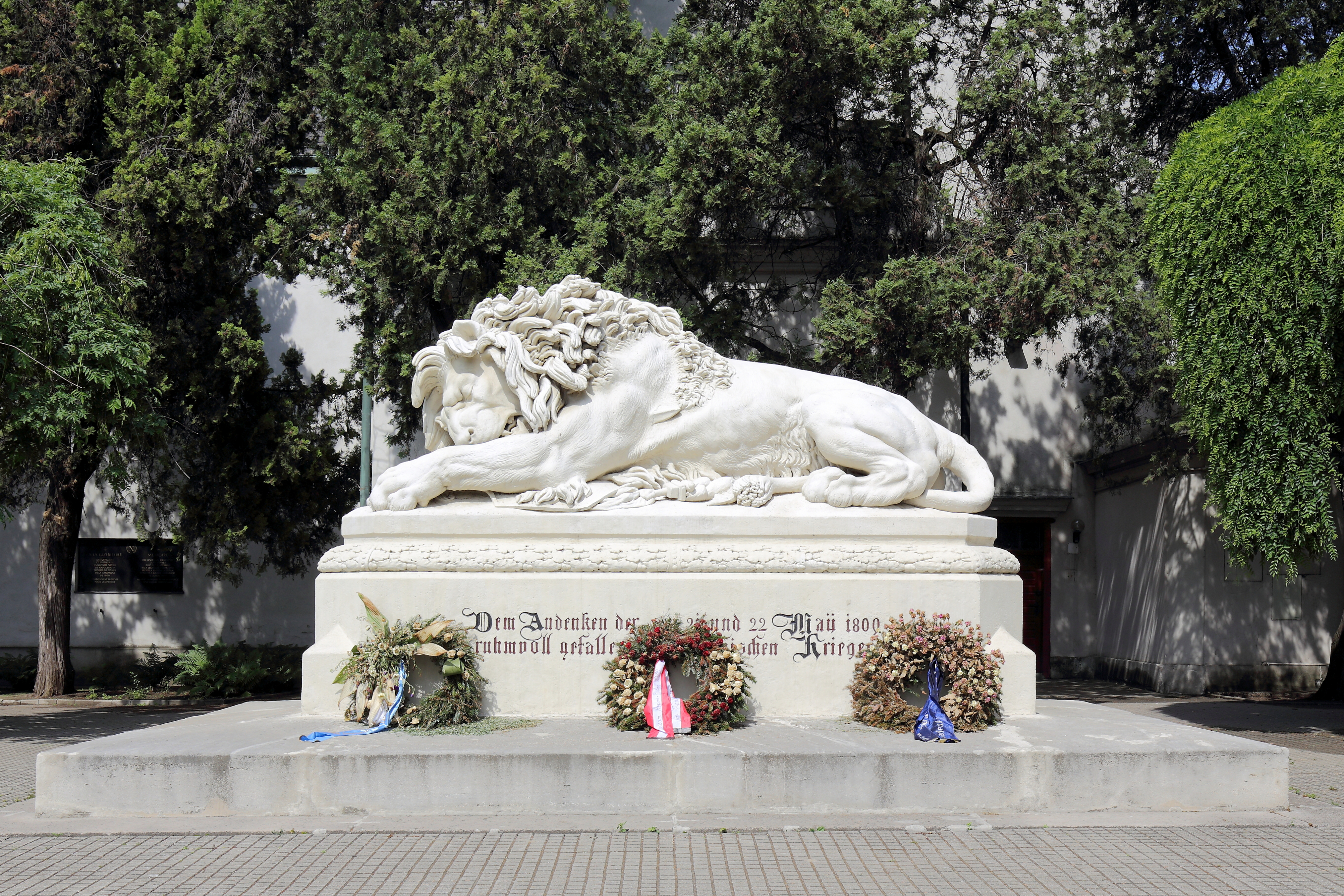
Der Löwe von Aspern ist ein Denkmal für die gefallenen österreichischen Soldaten während der Napoleonischen Kriege

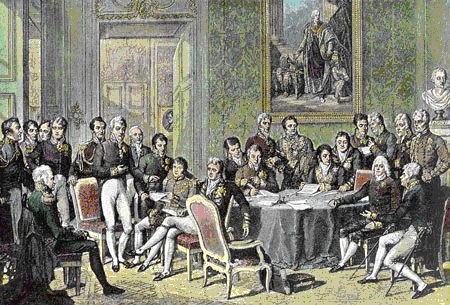
Der Wiener Kongress regelte die Machtverhältnisse Europas neu und sicherte den Frieden

In den Koalitionskriegen wurde Wien zweimal von Napoleons Truppen eingenommen.
Die erste Besetzung am 13. November 1805 verlief kampflos: Drei französische Marschälle kamen mit weißer Fahne über die Taborbrücke, die damals einzige und stark verteidigte Donaubrücke, und überzeugten den österreichischen Befehlshaber, dass der Krieg eigentlich schon vorbei sei. In der Zwischenzeit konnte die französische Armee ungehindert einziehen und wurde von der Bevölkerung eher neugierig als ablehnend begrüßt. Napoleon, der tags darauf im Schloss Schönbrunn Quartier bezog, ließ denn auch 10.000 Männer der Wiener Nationalgarde bewaffnen und überließ ihnen später bei seinem Abzug wieder das unbeschädigte Waffenarsenal. Vorher war zwischen Frankreich und Österreich der Friede von Pressburg geschlossen worden.
Die zweite Besetzung Wiens im Mai 1809 hingegen gelang nur nach schwerem Beschuss der heutigen Altstadt; Napoleon bezog zur Demütigung des Kaisers Franz II./I, von Österreich wiederum Schloss Schönbrunn. Kurz darauf hatte Napoleon in der Schlacht bei Aspern seine erste größere Niederlage zu verkraften, der jedoch bereits sechs Wochen später der Sieg bei Wagram folgte. Französische Offiziere begleiteten den Sarg des verstorbenen Joseph Haydn. Der Kaiser der Franzosen feierte am 15. August 1809 seinen 40. Geburtstag in Wien; alle Kirchenglocken läuteten. Insgesamt blieb Napoleon bei seinem zweiten Aufenthalt rund fünf Monate in Wien und regierte von Schönbrunn aus.
In der Zwischenzeit gründeten mehrere bedeutende deutsche Fürsten in Paris den Rheinbund, als dessen Protektor Napoleon fungierte. Daraufhin ließ Kaiser Franz, als römischer Kaiser der II., am 6. August 1806 vom Balkon der Kirche am Hof die Auflösung des Heiligen Römischen Reiches Deutscher Nation verkünden. Unter dem Eindruck der Krönung Napoleons zum Kaiser der Franzosen hatte er bereits 1804 das Kaisertum Österreich gegründet (bestand als solches bis 1869), dessen Hauptstadt Wien bis zur Auflösung Österreich-Ungarns 1918 blieb.
Nachdem Napoleon in den folgenden Befreiungskriegen endgültig besiegt war, fand in Wien vom 18. September 1814 bis zum 9. Juni 1815 der Wiener Kongress statt, der die politischen Verhältnisse in Europa neu ordnete. Der Kongress war von vielen gesellschaftlichen Veranstaltungen begleitet, was Charles-Joseph, Fürst von Ligne zum berühmten Satz veranlasste: „Der Kongress tanzt, aber er geht nicht weiter“ (« Le congres danse beaucoup, mais il ne marche pas »). Diese Veranstaltungen kosteten Österreich viel Geld, wie auch dem folgenden Spott über die wichtigsten Teilnehmer zu entnehmen ist:
Alexander: liebt für alle
Friedrich Wilhelm: denkt für alle
Friedrich von Dänemark: spricht für alle
Maximilian von Bayern: trinkt für alle
Friedrich von Württemberg: frisst für alle
Kaiser Franz: zahlt für alle

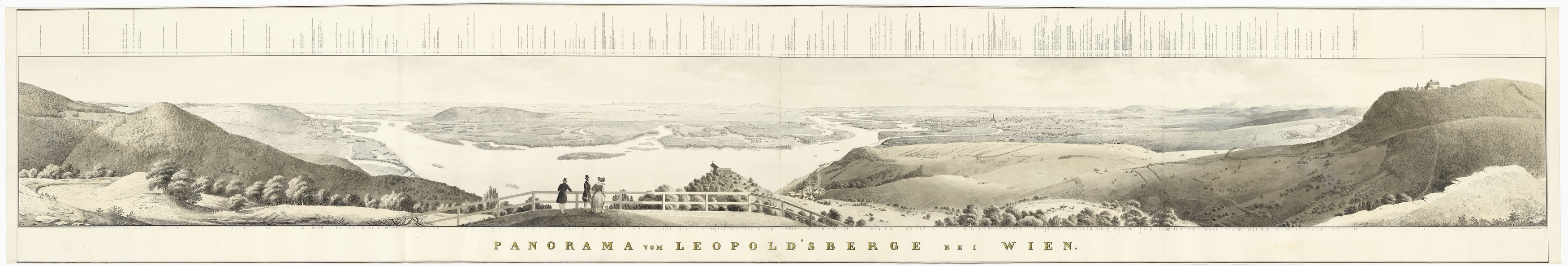
"Panorama vom Leopoldsberge bei Wien" mit topographischen Angaben (um 1830)

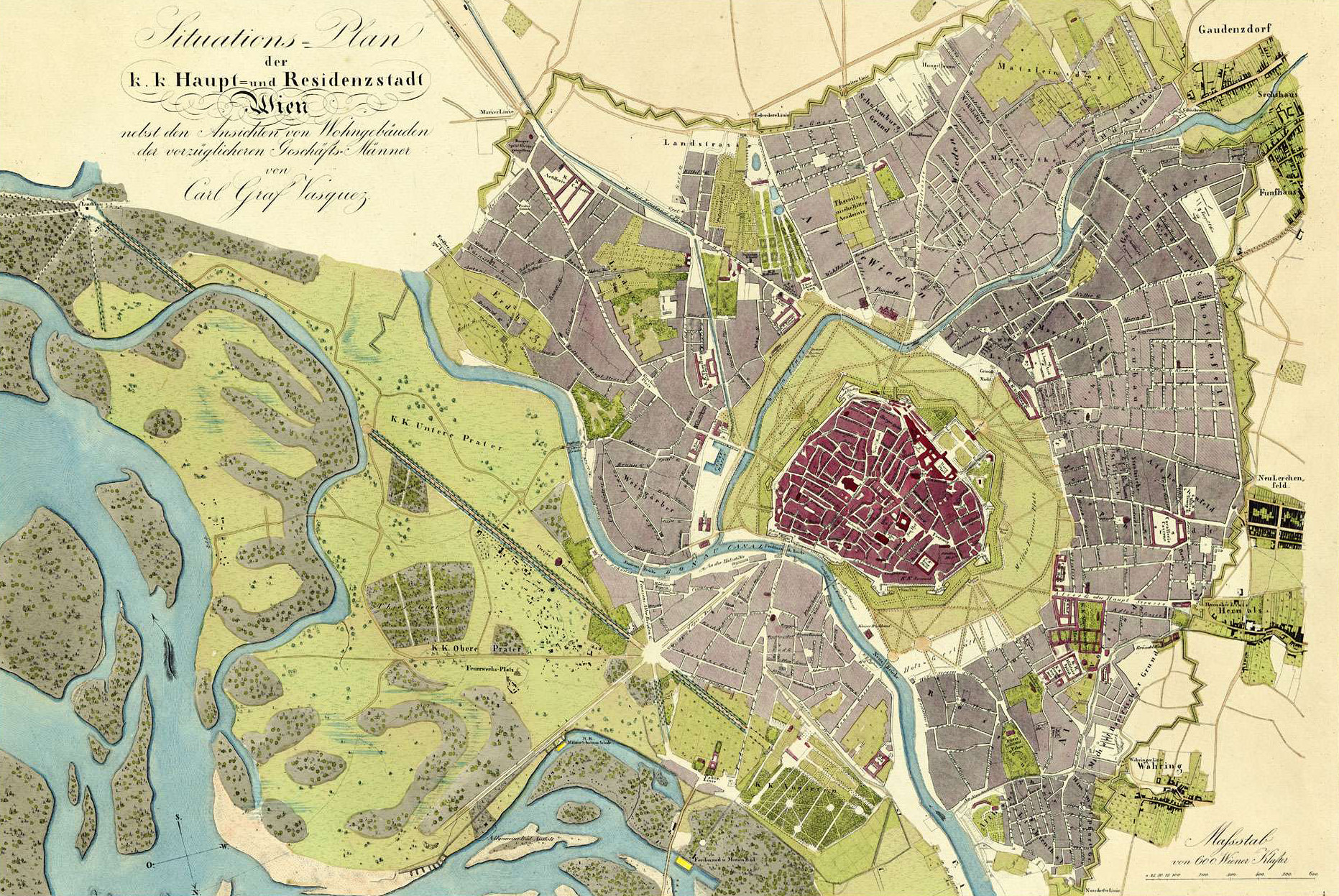
Wien um 1830 (Norden unten!): Gut erkennbar das freie Festungsvorfeld zu den Vorstädten, das Glacis, auf dem in der Gründerzeit die Ringstraße entstand.

Die relativ lange Friedensperiode vom Wiener Kongress 1815 bis zur Revolution von 1848 wird in den Ländern des Deutschen Bundes als Biedermeier bezeichnet. Bedeutsam ist der Begriff als Epochenbezeichnung der Kulturgeschichte, wie sie auch besonders für Wien zu Geltung kam, wo berühmte Künstler wie Ferdinand Georg Waldmüller und Rudolf von Alt wirkten. In dieser Zeit kam es auch zu intensiver Industrialisierung rund um die noch immer von Mauern umgebene Stadt. 1830 gab es ein außergewöhnlich starkes Hochwasser der Donau, das den heutigen 2. Bezirk und andere donaunahe Siedlungen überschwemmte und enormen Schaden anrichtete. 1837 wurde auf der ersten Teilstrecke der Kaiser Ferdinands-Nordbahn vom Vorort Floridsdorf nach Deutsch-Wagram der Eisenbahnbetrieb aufgenommen. Wichtiges Verkehrsmittel war auch die Donauschifffahrt.
Die französische Februarrevolution 1848 wirkte sich auch in Wien aus. Am 13. März brach zunächst die Märzrevolution aus, die Metternich schließlich zum Rücktritt zwang, am 6. Oktober dann die Wiener Oktoberrevolution. Der Drang der Bürger nach politischer Mitbestimmung wurde vom kaiserlichen Militär blutig unterdrückt, allein in Wien kamen während der Kämpfe im Herbst 1848 rund 2000 Revolutionäre ums Leben.

## Expansion in der Gründerzeit

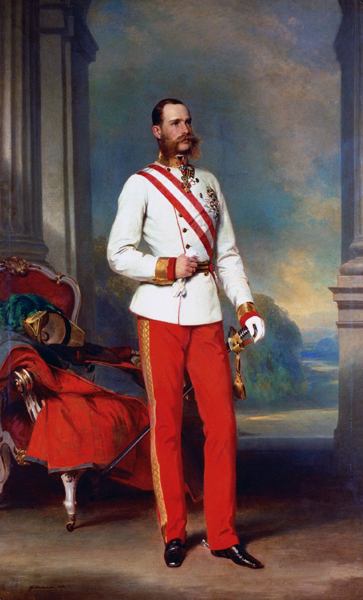
Unter der Herrschaft von Kaiser Franz Joseph I. erlebte Wien eine beispiellose Blütezeit der Kunst, Kultur und Architektur

1848 / 1849 wurde die feudale Grundherrschaft in Österreich aufgelöst; 1849 wurde mit Kaiserlichem Patent vom 17. März 1849 ein provisorisches Gemeindegesetz für alle Länder der Monarchie, ausgenommen die ungarischen, erlassen, in dem bestimmt wurde: Vorstädte haben mit der eigentlichen Stadt immer eine einzige Ortsgemeinde zu bilden. Daher wurden 1849 durch Kundmachung des k.k. Statthalters 34 ehemals schutzunterthänige Vorstadtgemeinden dem Wiener Gemeinderat unterstellt und 1850 formell nach Wien eingemeindet.

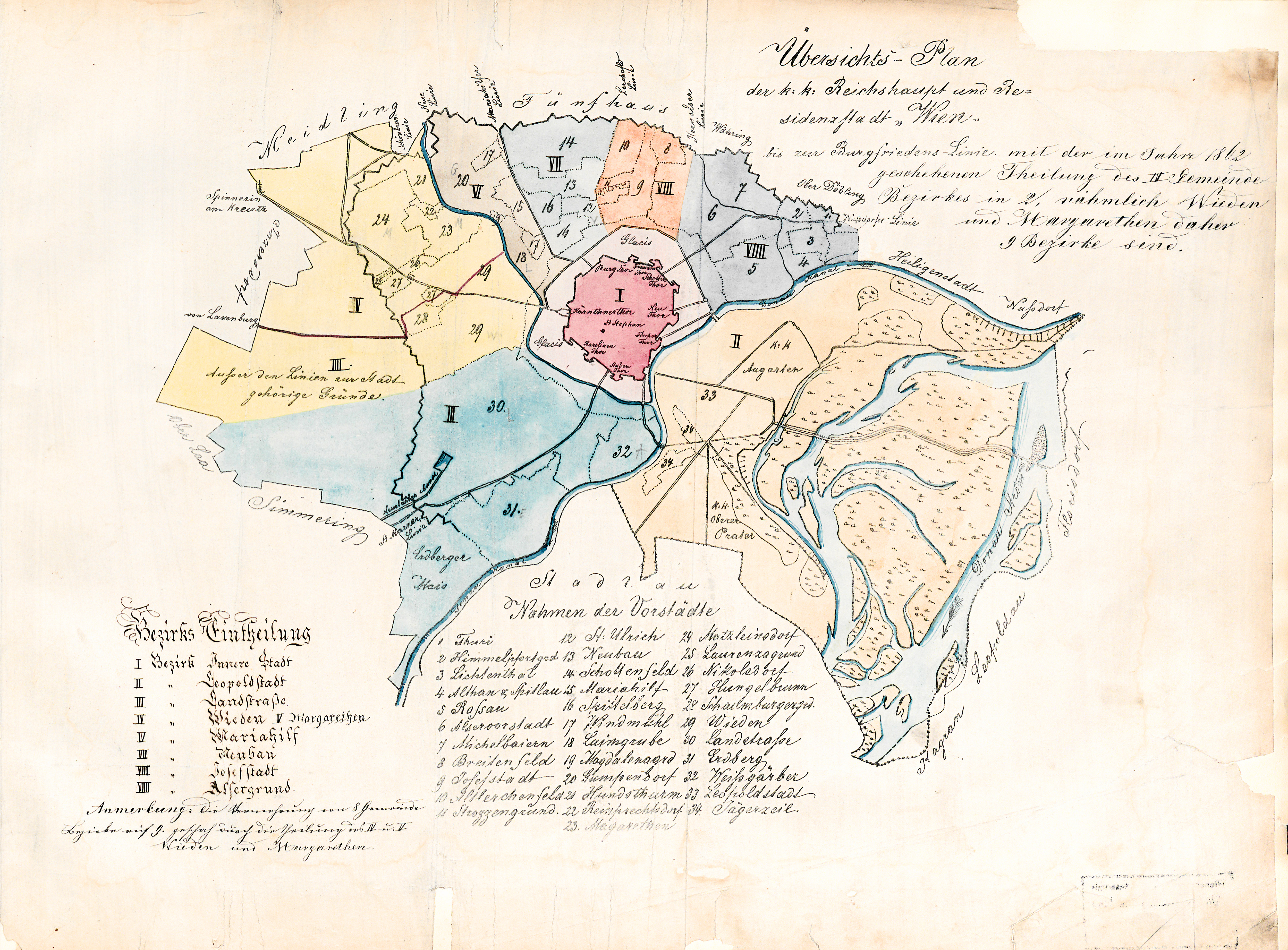
Bezirkseinteilung Wiens im Jahr 1865

Die erste große Stadterweiterung erforderte die Unterteilung des Stadtgebietes in Bezirke: So wurde die bisherige Stadt mit dem Großteil des Glacis zum 1. Bezirk, die Vorstädte wurden zu den Bezirken 2 (auf Donauinseln) und 3 bis 8 (größtenteils innerhalb des Linienwalls), nach Teilung des 4. Bezirks 1861 (Margareten als neuer 5. Bezirk) 2 bis 9. Zum eingemeindeten Gebiet zählte auch das Areal des 4. Bezirks außerhalb des Linienwalls (1861 zwischen 4. und 5. Bezirk geteilt), das 1874 zum 10. Bezirk erhoben wurde.
Ab 1858 wurden die Stadtmauer und vorgelagerte Ravelins auf Grund der Anordnung von Kaiser Franz Joseph I. vom 20. Dezember 1857 geschleift; an ihrer Stelle entstand bis 1865 die Ringstraße als Prachtstraße der Monarchie, gesäumt von teils erst Jahrzehnte später fertiggestellten Monumentalbauten. Von diesem Ringstraßenstil mit seinen dem Historismus zuzurechnenden Gebäuden ist Wien architektonisch entscheidend geprägt.
1861 gewannen die Liberalen die ersten Wahlen nach Ende des Neoabsolutismus. 1867 führte der österreichisch-ungarische Ausgleich in Österreich zu einer stabilen Verfassung, allerdings nicht zu einer stabilen Regierung, da die enormen Interessensgegensätze zwischen den acht Nationalitäten Cisleithaniens nicht ausgeglichen werden konnten. Das Wahlrecht, vorerst nur auf wenige besitzende Männer beschränkt, wurde 1882 mit der Erteilung der Wahlberechtigung an die so genannten „Fünf-Gulden-Männer“, 1907 mit dem allgemeinen Wahlrecht für Männer ausgebaut. (Diese gesamtstaatliche Wahlrechtserweiterung wurde aber für die Kommunalwahlen in Wien bis 1918 nicht übernommen, da die Christlichsozialen um ihre Vorherrschaft fürchteten.) Das Frauenwahlrecht wurde erst 1918 nach Kriegsende, in der Republik, eingeführt.
Diese Zeit gipfelte in der Weltausstellung 1873 im Prater. Nach Überhitzung der Konjunktur führte die Angst vor kommerziellem Misserfolg der Weltausstellung als Auslöser am 9. Mai 1873, neun Tage nach deren Eröffnung, zu panikartigen Aktienverkäufen, die als Gründerkrach in die Geschichte eingingen. Viele Banken, Gesellschaften und Anleger waren ruiniert, die so genannte Gründerzeit und die Blütezeit des Liberalismus abrupt zu Ende.

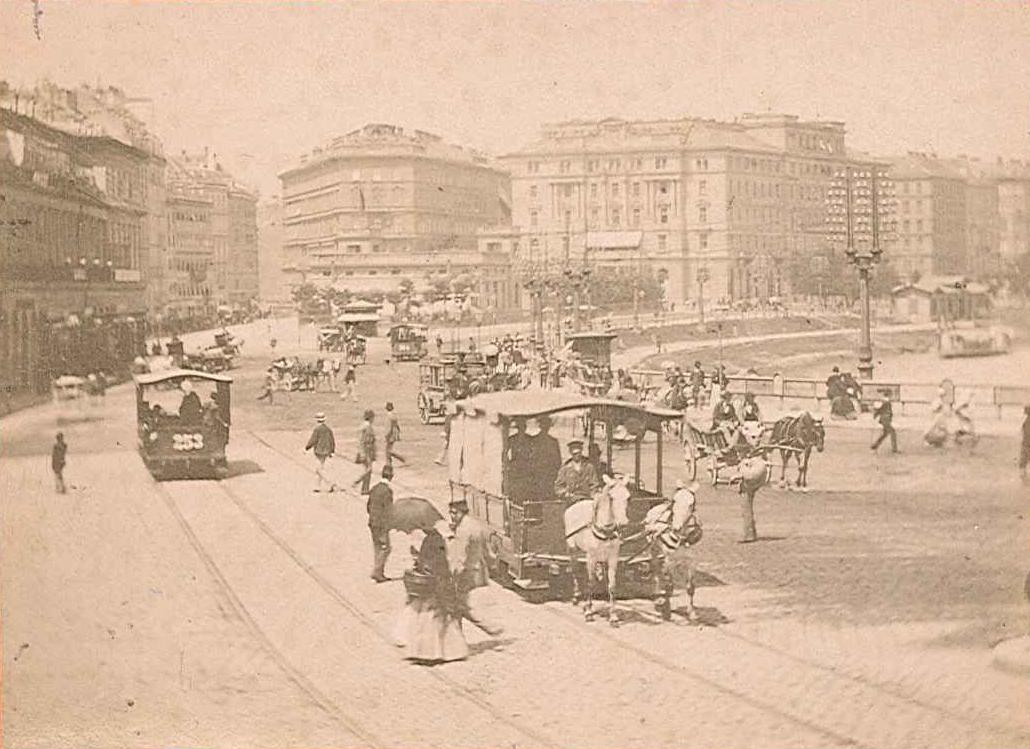
Franz Josephs-Kai, um 1875

Nach der großen Überschwemmung von 1830 hatte es immer wieder Überlegungen zu einer Donauregulierung gegeben: Sie wurde nach dem neuerlichen verheerenden Hochwasser von 1862 in den Jahren 1870 bis 1875 durchgeführt. Die vielen verästelten Seitenarme der Donau wurden (wie etwa das Heustadelwasser im Prater oder die Gewässer der Lobau) abgedämmt oder zugeschüttet; ein schnurgerader Hauptstrom, 284,5 m breit, mit einem 474,5 m breiten, linksufrigen Überschwemmungsgebiet (vom Hubertusdamm begrenzte Wiese, die Hochwasser aufnahm) entstand. Die eingesetzten Dampfbagger stammten vom Bau des Sueskanals. Der bisherige Hauptstrom blieb mit dem Namen Alte Donau als stehendes Gewässer erhalten. Der Arm, der zur Inneren Stadt führte, wurde in verengter und begradigter Form belassen, er erhielt den (irreführenden) Namen Donaukanal. Die Kosten teilten sich zu je einem Drittel die Stadt, das Land Österreich unter der Enns (Niederösterreich), dessen Hauptstadt Wien war, und der Staat.

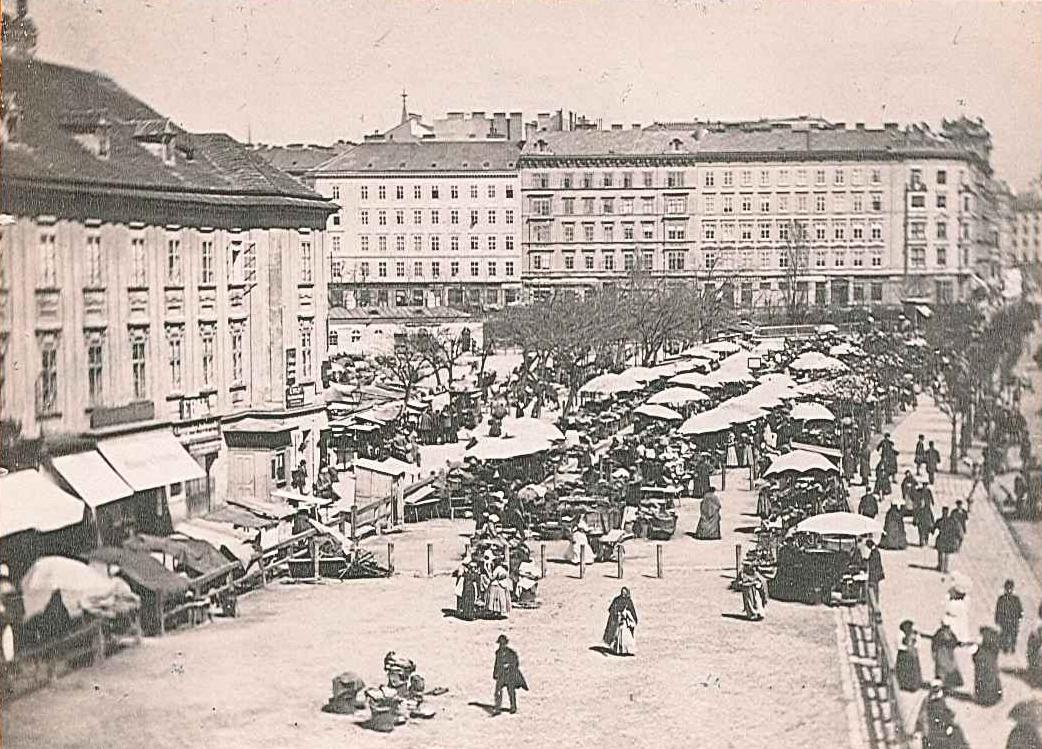
Obstmarkt, um 1875

1873/1874 wurden Stadtteile südlich des Linienwalls, bis dahin Teile des 3., 4. und 5. Bezirks, zusammengeschlossen und mit weiteren Gebieten als 10. Bezirk, Favoriten, konstituiert. (Heute ist dieser Bezirk der bevölkerungsreichste der Stadt.)
1890 kam es zur zweiten großen Stadterweiterung: Die Vororte, bis dahin eigene selbstbewusste Gemeinden (wie etwa das damalige Rathaus, das heutige Bezirksamt, von Währing zeigt), wurden durch niederösterreichisches Landesgesetz mit Wirkung vom 1. Jänner 1892 als Bezirke 11 bis 19 organisiert. Zwischen den ehemaligen Vorstädten und den Vororten war seit den sechziger Jahren außerhalb des Linienwalls die Gürtelstraße ausgebaut worden, auf der laut kaiserlicher Genehmigung Platz für eine Bahn freizuhalten war. Nun wurde der Linienwall ab 1894 abgetragen und 1895–1901 parallel zum Gürtelausbau sowie im Wiental und entlang des Donaukanals die Wiener Dampfstadtbahn gebaut, die letztlich 1925 von der Wiener Elektrischen Stadtbahn abgelöst wurde. Der Wienfluss wurde im gesamten Stadtgebiet reguliert, im Bereich des heutigen Naschmarktes und des 1899 so benannten Karlsplatzes im Stadtzentrum komplett eingewölbt.
1900 wurde aus der Leopoldstadt (2. Bezirk) der neue 20. Bezirk (Brigittenau) ausgegliedert. 1904 / 1905 dehnte die bis 1938 letzte große Stadterweiterung Wien durch niederösterreichisches Landesgesetz auf das linke Donauufer aus. Die kurz zuvor entstandene Großgemeinde Floridsdorf, von Landesstatthalter Erich Kielmansegg kurze Zeit als Hauptstadt des Kronlandes Österreich unter der Enns (Niederösterreich) vorgeschlagen, wurde unter Karl Lueger als 21. Bezirk eingemeindet. Bei dieser Gelegenheit wurden einige Bezirksgrenzen, die noch immer am ehemaligen Verlauf des Linienwalls bestanden, westwärts an den Gürtel verschoben. Dadurch gelangte etwa die Wiener Volksoper aus dem 18. in den 9. Bezirk.

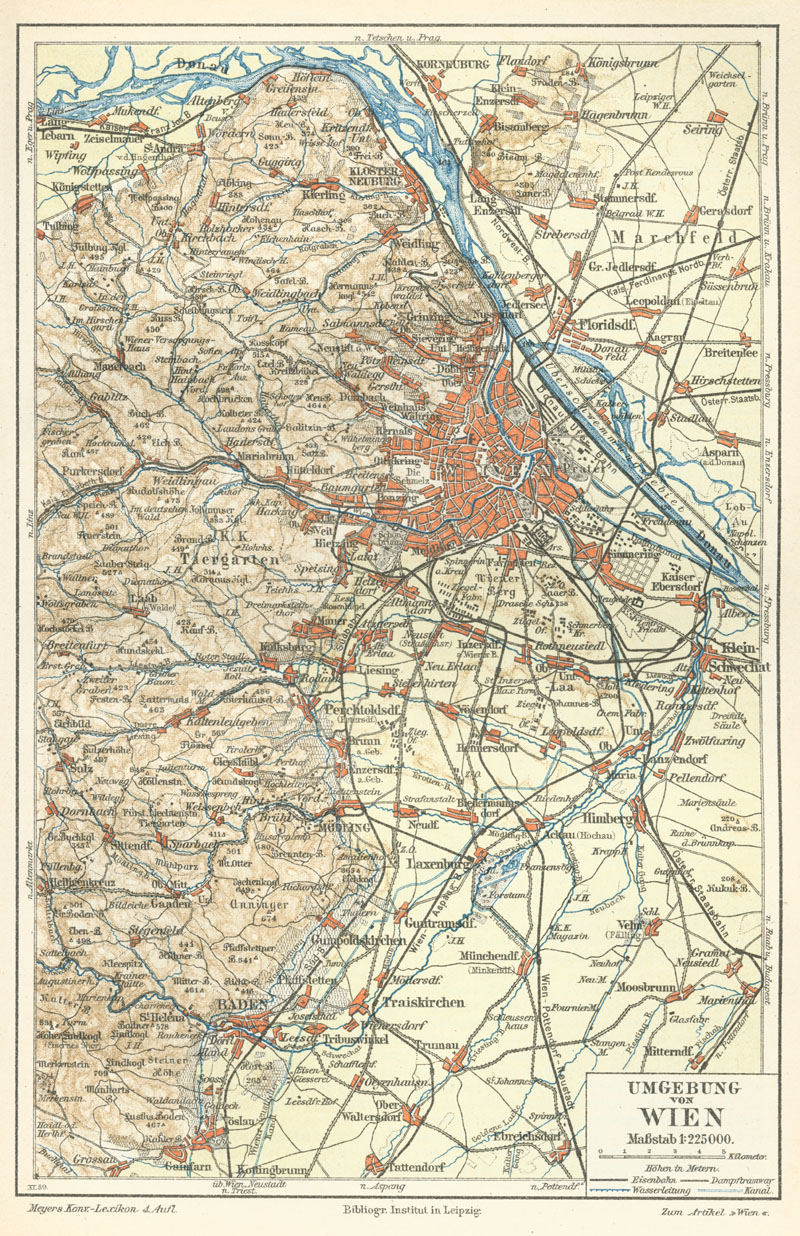
Wien um 1888

In der zweiten Hälfte des 19. Jahrhunderts stieg die Bevölkerung Wiens durch Eingemeindungen und Zuwanderung stark an. Ein Großteil der Zuwanderer kam aus den slawischen Gebieten der Monarchie, vor allem aus Böhmen und Mähren, einerseits als Handwerker (Schneider, Schlosser etc.) oder als ungelernte Hilfsarbeiter vor allem im Bauwesen und der Ziegelproduktion (die so genannten Ziegelböhmen). Deren triste soziale Lage wurde in einer Artikelserie von Victor Adler aufgedeckt. Unter dem weiblichen Dienstpersonal war die „Böhmische Köchin“ sprichwörtlich. Die Wiener Küche zeigt deshalb, vor allem im Hinblick auf die Mehlspeisen, deutlichen tschechischen Einfluss. Es wird geschätzt, dass um 1900 über 250.000 Tschechen und Slowaken in Wien wohnten (trotz massiver Rückwanderung nach 1918 in die neu geschaffene Tschechoslowakei betrug nach der Volkszählung von 1923 die Zahl der Wiener mit tschechischer oder slowakischer Muttersprache noch 81.345 von 1.865.780 Einwohnern). Stark war auch die Zuwanderung von Juden aus den östlichen Gebieten der Monarchie. Während um 1800 jüdisches Leben in Wien noch kaum bestand, stellten 1890 die Juden etwa 12 Prozent der Bevölkerung Wiens. Diese starken Wanderungsbewegungen führten auch zu deutlichen Spannungen zwischen Bevölkerungsgruppen und zum Erfolg nationalistischer und antisemitischer Demagogen.
Die seit 1869 regelmäßig durchgeführten Volkszählungen ergaben für Wien 1910 rund 2.031.000 Einwohner. Wien überschritt damit nach New York City, London und Paris als vierte Stadt der Welt formell die Grenze von 2 Millionen Einwohnern.

## Fin de siècle: Wien um 1900

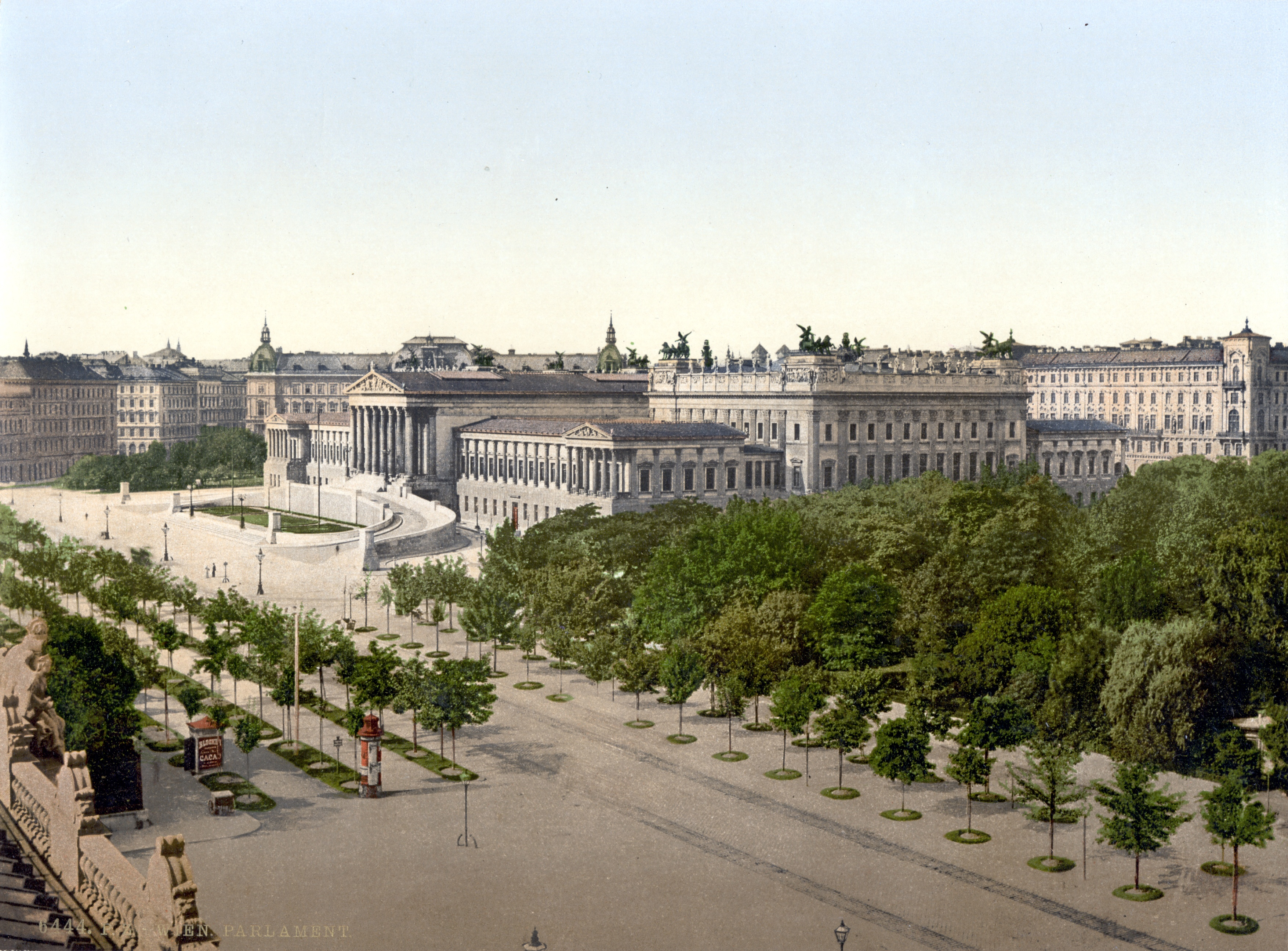
Ringstraße mit Parlament (1900)

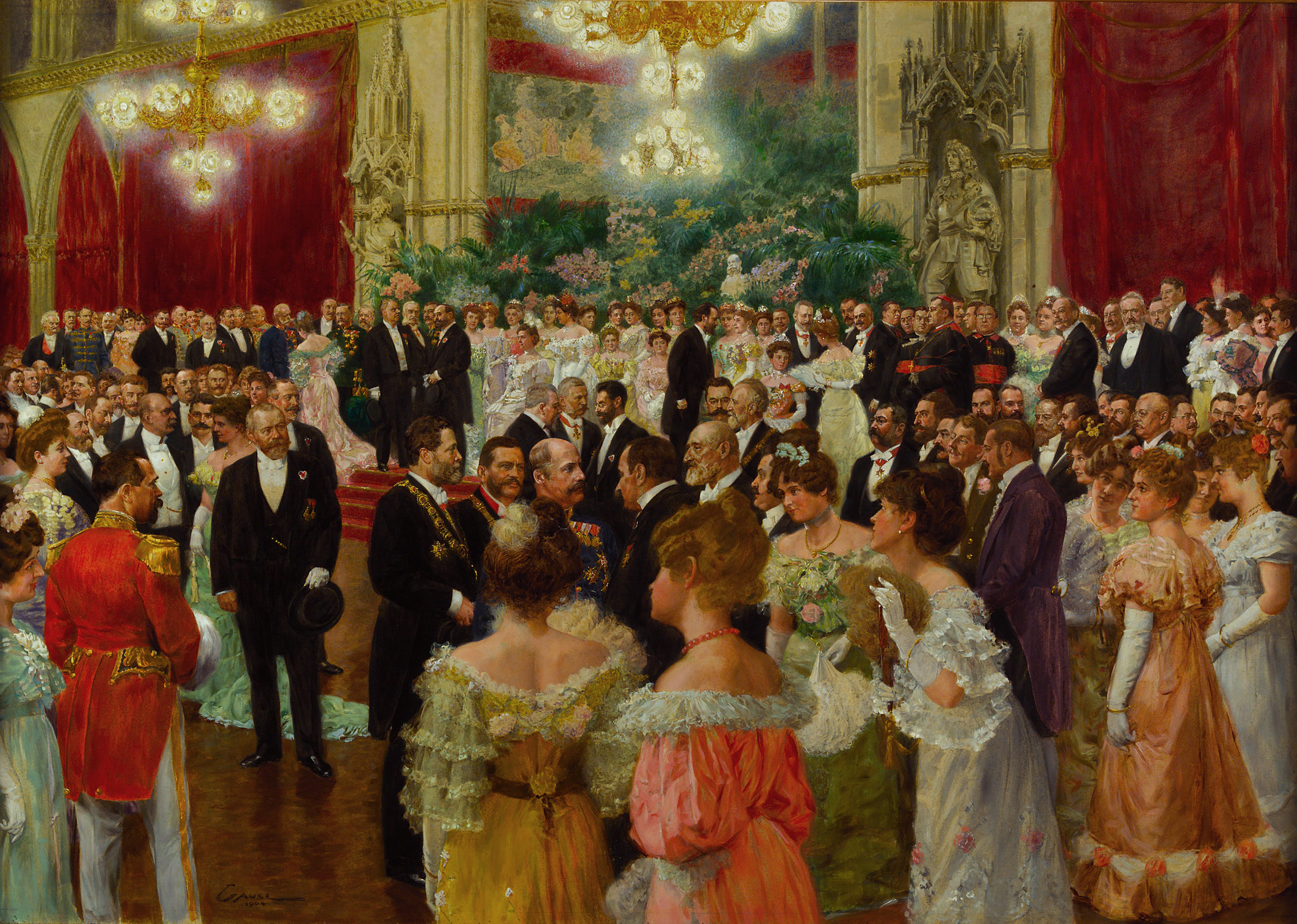
Ball im Wiener Rathaus mit Bürgermeister Karl Lueger (1904)

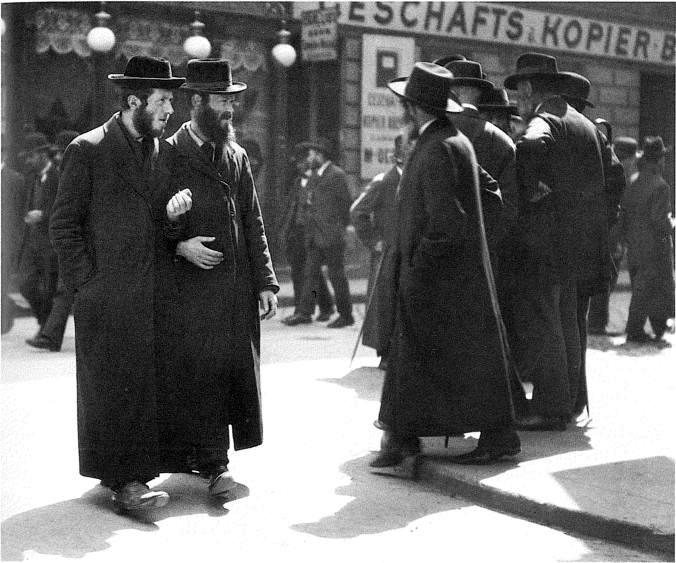
Orthodoxe Juden am Karmeliterplatz in der Leopoldstadt (1915)

Während unter Kaiser Franz Joseph nach wie vor das höfische Zeremoniell, die Hofbälle und die Feste des österreichischen Adels das gesellschaftliche Leben an der Spitze der Donaumonarchie prägten und auch dem Volk zahlreiche Spektakel boten, wozu die Hochzeiten im Kaiserhaus, die alljährlichen Faschingsbälle, die Osterfeierlichkeiten, die Auferstehungsfeier in der Hofburg, die Frühjahrsparade sowie die Praterfahrten am 1. Mai zählten, entfaltete sich zur Jahrhundertwende in Wien zugleich ein reiches bürgerliches Kultur- und Gesellschaftsleben mit vielen bekannten Künstlern, Literaten und Wissenschaftlern, wodurch Wien als Weltstadt galt. Wien wurde auch zu einem Zentrum des Jugendstils, der vor allem mit Otto Wagner, Gustav Klimt, Egon Schiele und der Künstlervereinigung Secession (nach der das charakteristische Gebäude am Karlsplatz benannt wurde) verbunden ist. Zu den später sehr bekannten Bewohnern Wiens zählten in diesen Jahren Sigmund Freud, Gustav Mahler und Adolf Loos, aber auch Adolf Hitler, Josef Stalin und Leo Trotzki.
1890–1910 war Karl Lueger der führende Kopf der Wiener Stadtpolitik. Er kommunalisierte Straßenbahn, Elektrizitätswerk, Gaswerk und Bestattung (alle bis dahin privat geführte Betriebe) und machte sich z. B. um die II. Wiener Hochquellenwasserleitung und die Schaffung des Wald- und Wiesengürtels um die Stadt verdient. Andererseits verhinderte er, um an der Macht bleiben zu können, mit seiner Christlichsozialen Partei das kommunale Wahlrecht für die Wiener Arbeiterschaft, obwohl zu Reichsratswahlen seit 1907 das allgemeine, gleiche, geheime und direkte Wahlrecht für alle Männer galt, und leistete sich – nicht aus Überzeugung, sondern zur Stimmenmaximierung – einen rabiaten und rhetorisch sehr geschickt vorgetragenen Antisemitismus. Dieser war auch der Grund, warum Kaiser Franz Joseph I., ohne dessen Bestätigung eine Wiener Bürgermeisterwahl nicht gültig war, erst die vierte Wahl Luegers im Gemeinderat bestätigte, da der Kaiser Antisemitismus grundsätzlich ablehnte. Luegers Amtsantritt verzögerte sich dadurch um zwei Jahre.
Die Christlichsoziale Wählerschaft bestand damals vor allem aus Handwerkern und Gewerbetreibenden, Hausbesitzern, Beamten und anderen Staatsangestellten. Diese Bevölkerungsgruppen fürchteten vor allem zwei gesellschaftlichen Gruppen: die Arbeiter und die Großkapitalisten. Die Arbeiter verlangten ihren Anteil an Wohlstand und Politik. Jüdische Industrielle und Bankiers spielten eine wichtige Rolle in der Wirtschaft der Donaumonarchie (aber auch als Mäzene ihrer Kultur – zum Beispiel die Familien Wittgenstein, Lederer oder Bloch-Bauer), und die Industrie wurde von vielen Gewerbetreibenden als übermächtige Konkurrenz empfunden. Die Strategie der Christlichsozialen bestand deshalb darin, die Arbeiter so lange wie möglich vom Gemeindewahlrecht fernzuhalten: Sie hatten nichts mitzubestimmen. Die jüdischen Großkapitalisten wurden dagegen mit Demagogie bekämpft, als „volksfremde Elemente“ gebrandmarkt und mit Hasspropaganda angegriffen. Adolf Hitler, der das Völkergemisch Wiens verabscheute, hatte Lueger deshalb sehr bewundert. Dieser wusste allerdings sehr genau zwischen Demagogie für das Volk und tatsächlicher Politik zu unterscheiden: Lueger wird der Ausspruch „Wer Jud is, bestimm ich“ zugeschrieben. War ihm eine Person wichtig, stellte ihr Judentum kein Hindernis für die Zusammenarbeit dar. Außerdem betrieb Lueger keine generelle Anti-Zuwanderungspolitik; gegenüber dem slawischen Element gab er sich gemütlich („Lasst’s mir meine Böhm’ in Ruh!“).
Kurz vor 1900 erreichte Wien erstmals mehr als eine Million Einwohner, und bis 1916 wuchs Wien, nicht zuletzt aufgrund der Flüchtlingsströme aus Galizien im Ersten Weltkrieg, auf 2,2 Millionen Einwohner an. Entsprechend viel Aufmerksamkeit wurde Wien daher im aufwändigsten Stadtforschungsprojekt dieser Zeit im deutschsprachigen Raum, der 51-teiligen Buchreihe „Großstadt-Dokumente“, die zwischen 1904 und 1908 erschien, gewidmet. Besonders das Verhältnis zwischen Berlin und Wien sowie die grundlegenden Unterschiede der beiden Reichshauptstädte wurden intensiv untersucht. Das fortschrittliche Berlin stand damals für Zivilisation, Technik, Künstlichkeit und Nüchternheit, das traditionsbewusste Wien dagegen für Kultur, Geistigkeit, Sinnlichkeit und Herzenswärme. Jede Zeitung, die etwas auf sich hielt, verfügte über Korrespondenten in Wien bzw. Berlin.

## Erster Weltkrieg und Erste Republik

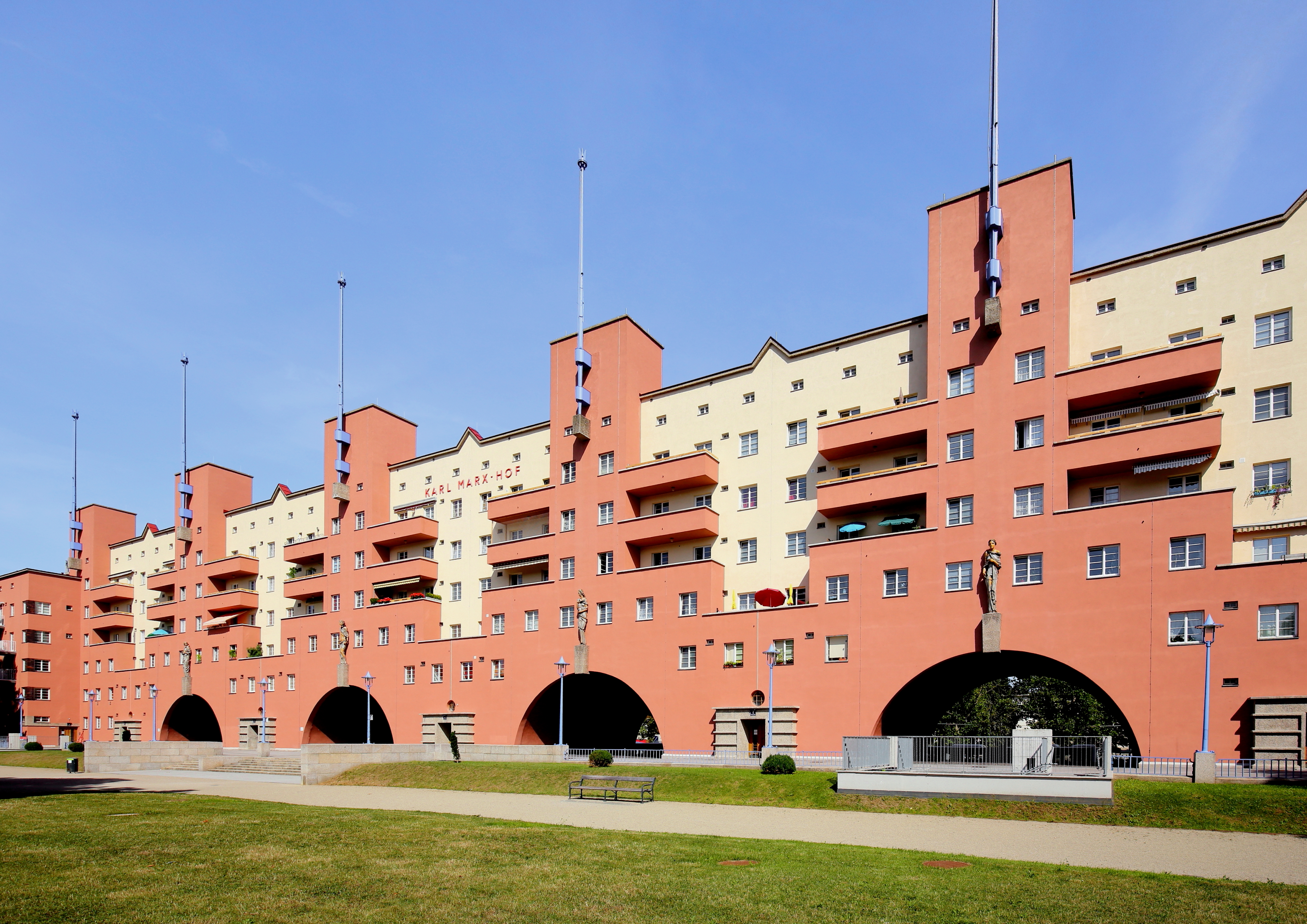
Der Karl-Marx-Hof ist ein Paradebeispiel des sozialen Wohnbaus des „Roten Wiens“ der 1920er Jahre

Der Erste Weltkrieg (1914–1918) führte zwar nicht zu einer unmittelbaren Bedrohung Wiens, jedoch zu einer verheerenden Versorgungskrise aufgrund der wirtschaftlichen Blockade der Ententemächte, die insbesondere zu einer Verknappung bei Nahrungsmitteln und Bekleidung führte.
Das Ende des Weltkrieges war zugleich auch das Ende der österreichisch-ungarischen Monarchie. Ende Oktober 1918 machte sich Ungarn von Österreich komplett unabhängig; die nichtdeutschen Gebiete Altösterreichs schieden aus dem bisherigen Staat formlos aus. Der Reststaat Deutschösterreich erklärte sich am 12. November 1918 zur Republik, musste seinen Namen aber 1919 auf Wunsch der Siegermächte auf Republik Österreich ändern. Aufgrund des nun viel kleineren Staatsgebietes (noch ohne das Burgenland!) wurde Wien im Verhältnis dazu als zu groß empfunden. Die Bevölkerung konzentrierte sich in der Hauptstadt, die staatliche Bürokratie und die Zentralen der Unternehmungen waren auf einen Großstaat ausgerichtet. Zur Währungskonsolidierung kam es in vielen Institutionen zu Personalabbau, der Wien und seine Zentralstellen besonders traf. Die aufstrebende Metropole der Donaumonarchie wurde zum „Wasserkopf“ der klein gewordenen Republik.
Ein weiteres Problem bestand darin, dass das ehemalige Erzherzogtum Österreich unter der Enns aufgrund des Bevölkerungsreichtums beinahe die Hälfte aller Einwohner des klein gewordenen Österreich umfasste. Die anderen sechs Bundesländer fühlten sich an den Rand gedrückt. Christlichsoziale und Sozialdemokraten waren sich daher bald einig, Wien aus Niederösterreich herauszulösen.
Im Bundes-Verfassungsgesetz, der großteils bis heute gültigen Verfassung Österreichs, wurde Wien mit Wirkung vom 10. November 1920 als Bundesland definiert und war fortan Teil der föderal Strukturen des Bundesstaates. Wien beschloss an diesem Tag auch seine eigene Stadtverfassung. Die schon seit Ende des Ersten Weltkrieges in Wien dominierende Sozialdemokratie – seitdem spricht man vom „Roten Wien“ – stellte nun neben der Stadt- auch die Landesverwaltung; der Stadtsenat mit Bürgermeister Reumann war zugleich eine der ab 1921 neun Landesregierungen Österreichs, der Gemeinderat auch Landtag.
Gleichzeitig hatte Wien aber bis Ende 1921 de jure auch noch Anteil an Niederösterreich in seinem alten Umfang, da der Besitz des Landes erst auf die zwei neuen Bundesländer aufgeteilt werden musste. Dazu gab es in dieser Zeit noch einen gemeinsamen Landtag. Da jedoch bereits alle wesentlichen Aufgaben auf die Kurie Niederösterreich-Land des Landtages und auf den Wiener Gemeinderat übertragen waren, hatte der Landtag außer Formalitäten nichts mehr zu beschließen. Eine gemeinsame Landesregierung gab es nicht mehr; eine fünfköpfige Verwaltungskommission hatte die definitive Aufteilung des Besitzes vorzubereiten. Am 29. Dezember 1921 wurden Grundstücke, Gebäude, Versicherungsanteile, Irrenanstalten usw. im gleichlautenden „Trennungsgesetz“, das die Landtage von Wien und Niederösterreich, getrennt voneinander, beschlossen, jeweils Wien oder Niederösterreich zugeteilt. Im letzten Verfassungsgesetz des gemeinsamen Landtages wurde die nur ein Jahr benötigte gemeinsame Verfassung mit 31. Dezember 1921 außer Kraft gesetzt (womit sich der gemeinsame Landtag selbst abschaffte). Wien wurde somit mit Wirkung vom 1. Jänner 1922 von Niederösterreich staatspolitisch völlig unabhängig.
Am 13. März 1921 erlebte Wien pogromartige Ausschreitungen gegen die Juden der Stadt. Im Anschluss an eine Tagung, zu der der christlichsoziale Politiker Anton Jerzabek Antisemiten aus Österreich, Ungarn und Deutschland in den Festsaal der Wiener Bäckergenossenschaft geladen hatte, formierte sich eine Demonstration mit etwa 5000 Teilnehmern auf der Ringstraße. Aus diesem Zug heraus wurden mit dem Ruf „Juden raus!“ Straßenbahnwagen gestürmt, die Scheiben von Caféhäusern eingeworfen und Passanten, die man für Juden hielt, verprügelt. Die Polizei konnte das Vordringen der Randalierer in die Leopoldstadt verhindern und die Krawalle nach zweieinhalb Stunden beenden.
Von etwa 1923 bis zum Einbruch der Weltwirtschaftskrise profilierte sich das Rote Wien vor allem durch seine aus Mitteln der Wohnbausteuer finanzierten Gemeindebauten und andere soziale Einrichtungen – der private Wohnbau dagegen kam infolge des 1917 noch von der kaiserlichen Regierung eingeführten Mieterschutzes und der Friedenszinsregelung praktisch zum Erliegen.
Angesichts einer schwierig bleibenden wirtschaftlichen Lage des Kleinstaats Österreich, des seit 1920 kontinuierlich bestehenden Gegensatzes zwischen konservativ verwaltetem „Bund“ und dem „Roten Wien“ sowie des Aufkommens des Faschismus in Italien wuchsen politische Radikalisierung und Polarisierung zwischen den politischen Lagern. Auf sozialdemokratischer Seite bildete sich 1923/24 aus den Ordnerformationen der SDAP der Republikanische Schutzbund, eine gut organisierte paramilitärische Organisation. Auf der anderen Seite standen die Heimwehren, die sich vor allem in ländlichen Gegenden direkt nach Ende des Ersten Weltkriegs aus Ortswehren und ähnlichen Kampfverbänden gebildet hatten und als Gegenpart zur Arbeiterschaft von Großindustriellen und später auch von Benito Mussolini unterstützt wurden. Sie zerfielen in einen monarchistischen und einen deutschnationalen Flügel.

## Ständestaat und Austrofaschismus 1934–1938

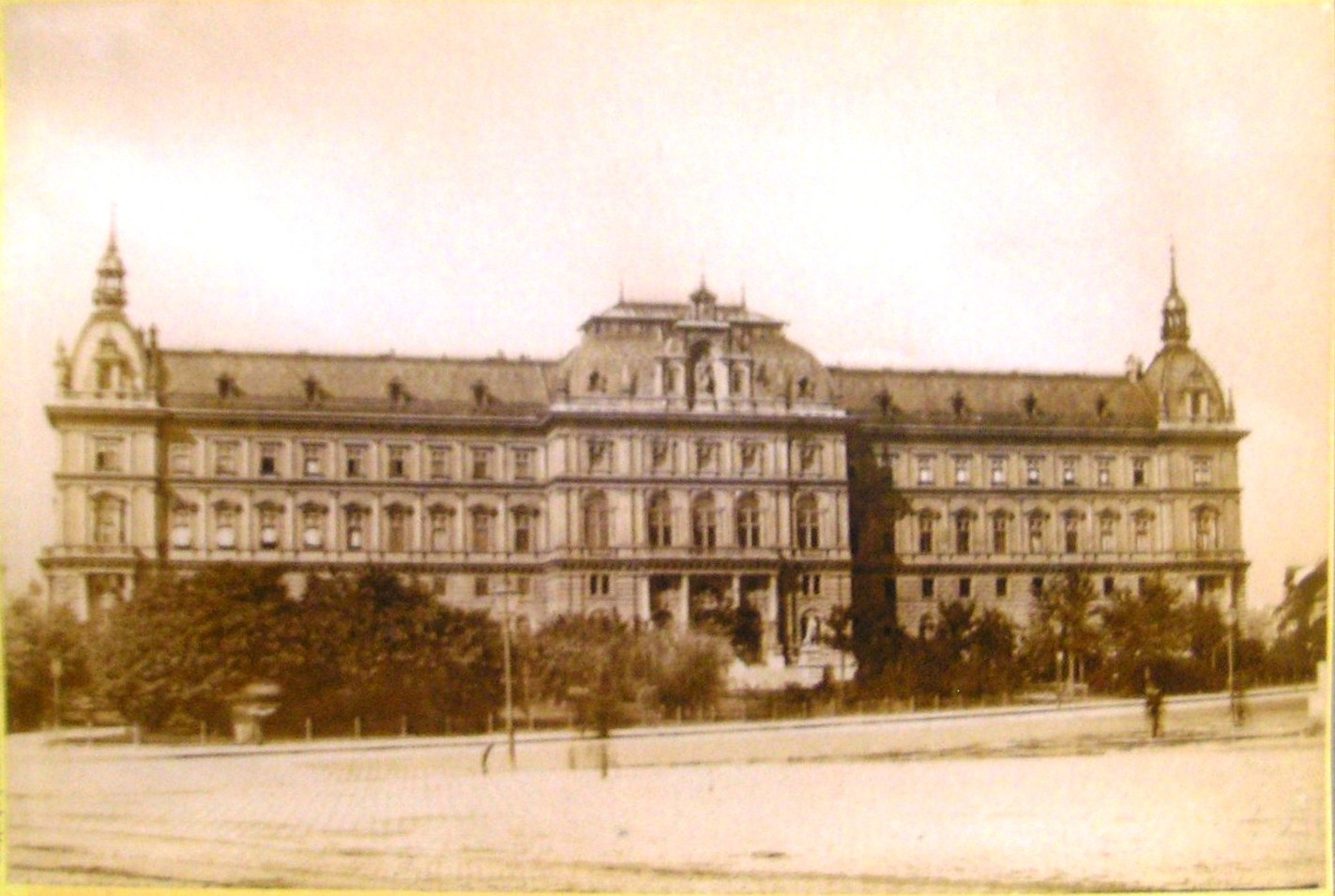
Der Justizpalastbrand (Foto kurz nach Errichtung des Justizpalastes 1881) läutete das Ende der Ersten Republik ein

Der Justizpalastbrand am 15. Juli 1927 nach einem Fehlurteil im Zusammenhang mit tätlichen Demonstrationen in Schattendorf, der 1931 erfolgte Zusammenbruch der Creditanstalt, der größten Bank des Landes, und schließlich die nach einer Abstimmungspanne am 4. März 1933 von der Regierung behauptete Selbstausschaltung des Parlaments markierten den Weg zum autoritären Regime, das sich formell auf ein – sachlich unzutreffendes – Kriegswirtschaftliches Ermächtigungsgesetz stützte. Gegen den diktatorischen Kurs des christlichsozialen Kanzlers erhoben sich in einem dreitägigen Bürgerkrieg um den 12. Februar 1934 Teile der bereits verbotenen sozialdemokratischen Wehrorganisation Republikanischer Schutzbund. Nachdem Engelbert Dollfuß, seit 1932 Bundeskanzler und Außenminister, schon 1933 die NSDAP, die kommunistische Partei und den Schutzbund verboten hatte, traf dieses Verbot nach den Februarkämpfen 1934 auch die sozialdemokratische Partei.
Bürgermeister Karl Seitz – in den Bürgerkrieg nicht involviert – wurde im Februar 1934 mit Gewalt aus dem Rathaus geworfen, der sozialdemokratische Stadtsenat (auch Landesregierung) aufgelöst. Der „Ständestaat“ beseitigte die Rolle Wiens als eines der neun Bundesländer und erklärte Wien zur „bundesunmittelbaren Stadt“. Als Bürgermeister wurde von der Diktaturregierung ohne Wahlen der Christlichsoziale Richard Schmitz eingesetzt, ihm zur Seite gestellt wurden drei Vizebürgermeister: der christlichsozial gesinnte Josef Kresse, der deutschnationale Fritz Lahr und der Legitimist Ernst Karl Winter.
Dollfuß und nach ihm Kurt Schuschnigg schufen die Vaterländische Front, der in der Zeit des Austrofaschismus quasi die Rolle einer Einheitspartei zukam. Der autoritäre Ständestaat regierte vorerst mit Notverordnungen und dekretierte per 1. Mai 1934 die Verfassung des „Bundesstaates Österreich“. Zur Arbeitsbeschaffung wurde in Wien 1935 mit dem Bau der Höhenstraße auf den Kahlenberg, den Wiener Aussichtsberg, begonnen. Sozialdemokraten, Kommunisten und Nationalsozialisten organisierten sich im Untergrund. Der NS-Putschversuch vom Juli 1934 (Juliputsch), bei dem Dollfuß im Bundeskanzleramt am Wiener Ballhausplatz ermordet wurde, blieb erfolglos. Ebenso erfolglos blieb der im März 1938 – viel zu spät – von Kanzler Schuschnigg unternommene Versuch, die sozialdemokratische Arbeiterschaft Wiens gegen die Nationalsozialisten zu mobilisieren. Im Floridsdorfer Arbeiterheim fand zwar noch eine „Vertrauensmännerkonferenz“ statt, bei der die Unterstützung der Regierung gegen Hitler beschlossen wurde. Es war aber bereits zu spät, die Nationalsozialisten aufzuhalten.

## „Drittes Reich“ und Zweiter Weltkrieg

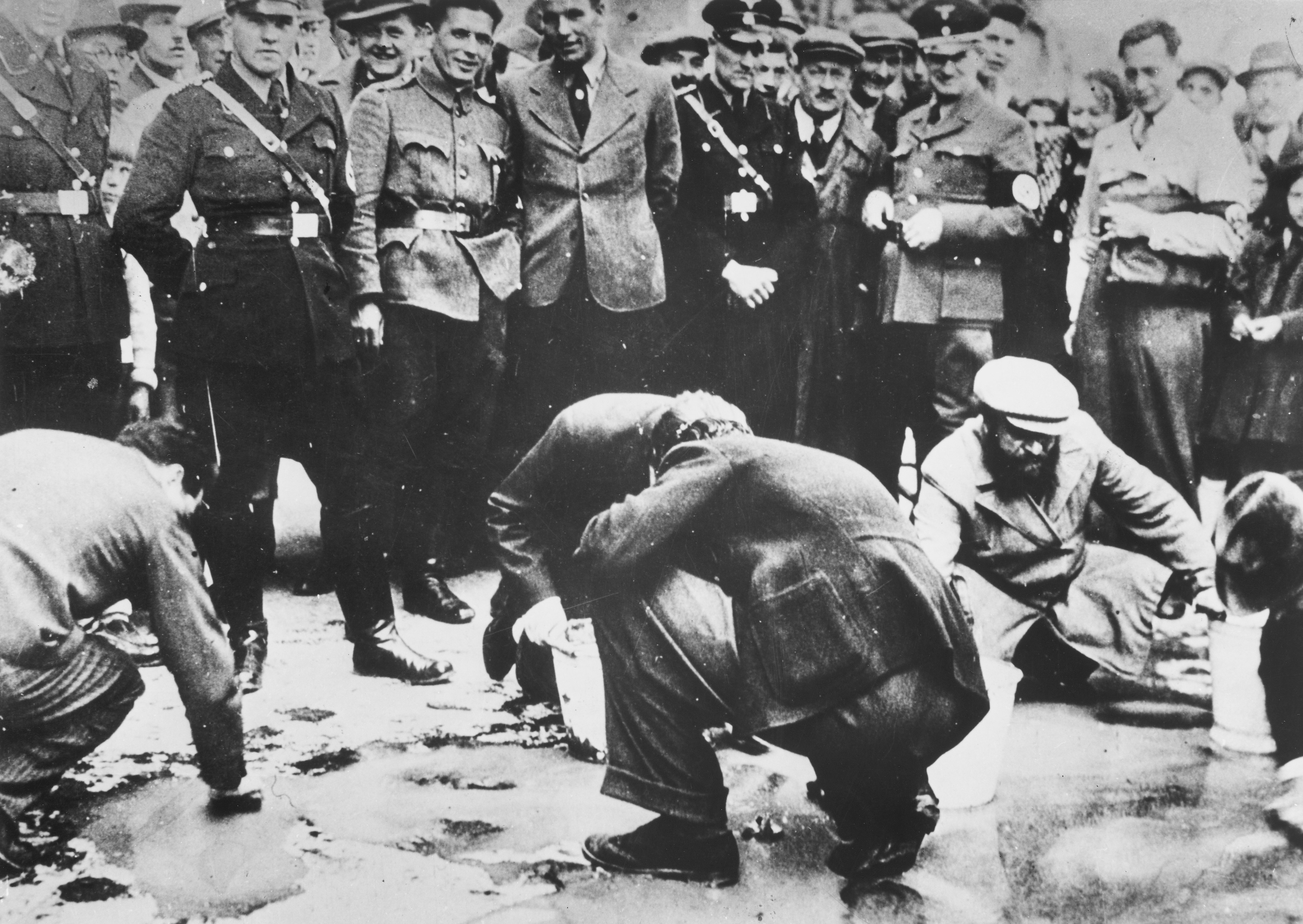
Direkt nach dem „Anschluss“ wurden die Wiener Juden unter Beteiligung der Bevölkerung gezwungen, die Gehsteige zu putzen

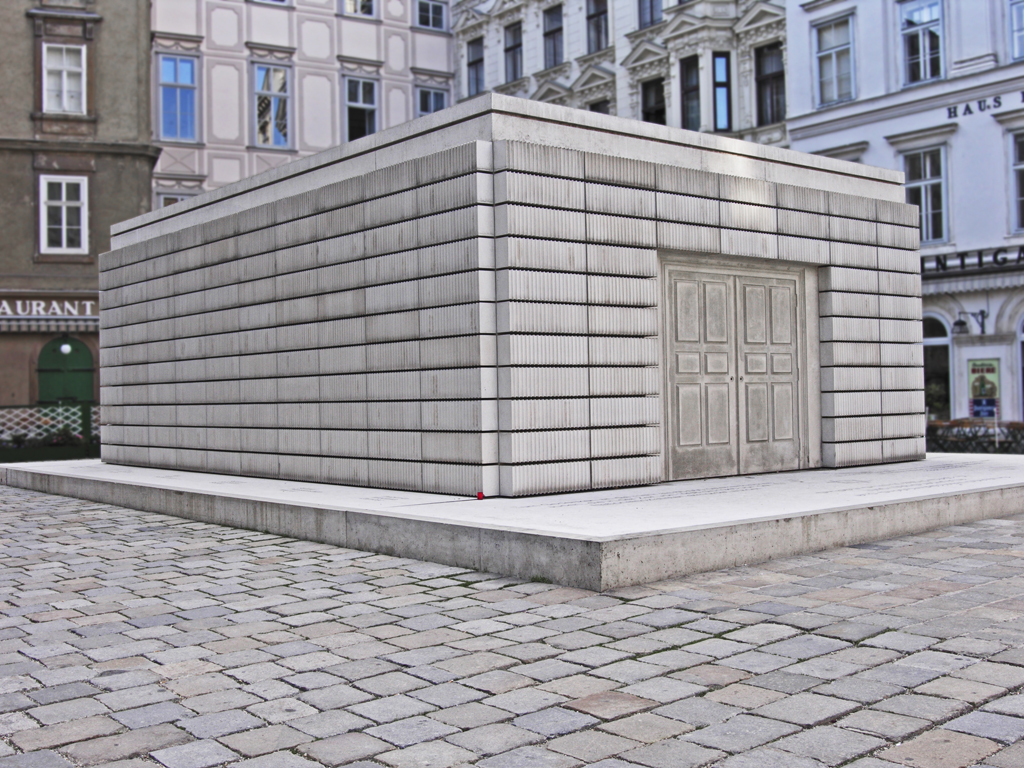
Mahnmal für die österreichischen jüdischen Opfer der Shoa am Judenplatz

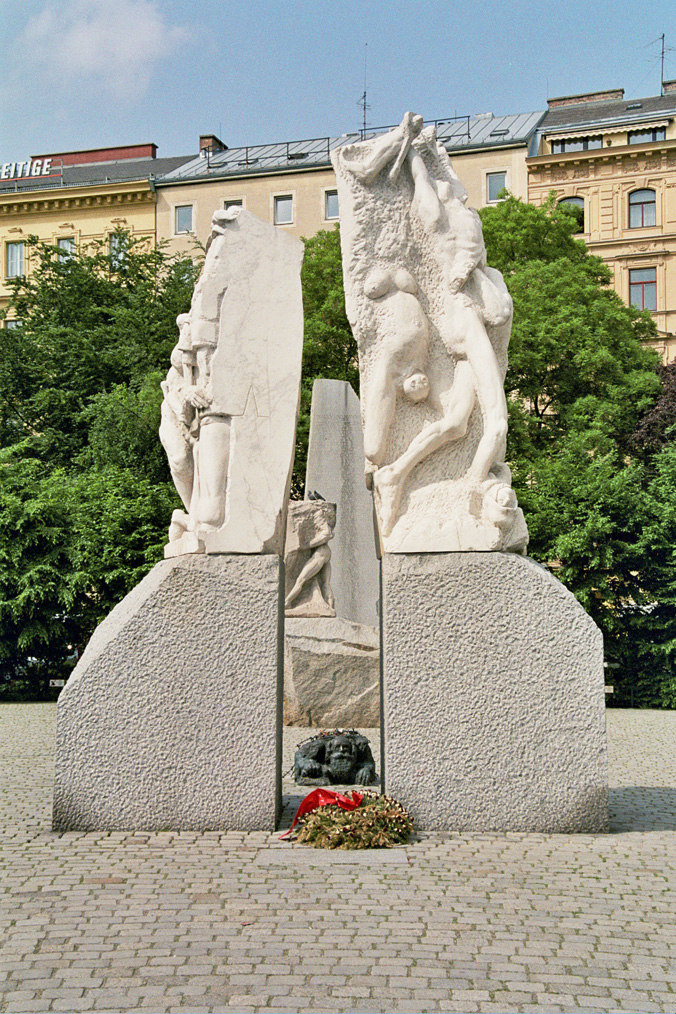
Das Mahnmal gegen Krieg und Faschismus von Alfred Hrdlicka

Am 12./13. März 1938 erfolgte der „Anschluss“ an das Deutsche Reich: durch die Machtübernahme der österreichischen Nationalsozialisten, die die Funktionäre des unbeliebten „Ständestaats“ verjagten, und durch den von Adolf Hitler angeordneten Einmarsch der deutschen Wehrmacht.
Unmittelbar nach dem „Anschluss“ entlud sich der verbreitete Antisemitismus in einer „Orgie der Gewalt ohnegleichen“ (Hans Mommsen): Am 12. März wurden bei neuerlichen pogromartigen Ausschreitungen, die gänzlich ungeplant und ohne zentrale Steuerung durch die NSDAP ablief, zahlreiche jüdische Einrichtungen und Geschäfte geplündert, jüdische Bürger Wiens öffentlich misshandelt und gedemütigt. In so genannten Reibpartien wurden sie gezwungen, Bürgersteige von anti-nationalsozialistischen Slogans zu reinigen.
Am 15. März 1938 erstattete Hitler auf dem Wiener Heldenplatz vor Hunderttausenden – teils begeistert jubelnden, teils neugierigen – Zuhörern die (wie er sich ausdrückte) „größte Vollzugsmeldung seines Lebens“: „…melde ich vor der Geschichte nunmehr den Eintritt meiner Heimat in das Deutsche Reich!“ (Der Begriff „Österreich“ wurde wohlweislich nicht verwendet).
Was die Stimmung der nichtjüdischen Wiener betraf, so hatte das NS-Regime zu berücksichtigen, dass Wien bis 1938 jahrhundertelang Hauptstadt gewesen war, nun aber – im Sinne der „Entprovinzialisierung der Provinz“ – ein Reichsgau unter vielen sein sollte. Gegen diese „Degradierung“, wie sie die Wiener empfanden, musste ein Gegengewicht geschaffen werden, um die Bevölkerung bei Laune zu halten. Berlin war die bevölkerungsreichste Stadt „Großdeutschlands“. Es wurde daher verkündet, Wien werde zur flächengrößten deutschen Stadt erweitert.
Im Zuge der großen Stadterweiterung im Herbst 1938 wurden 91 Umlandgemeinden in die Stadt integriert, die Bezirke XIV und XXI vergrößert und die Bezirke XXII (Groß-Enzersdorf), XXIII (Schwechat), XXIV (Mödling), XXV (Liesing; nicht mit dem heutigen 23. Bezirk identisch) und XXVI (Klosterneuburg) neu geschaffen. Damit wurde der Reichsgau Groß-Wien mit 1224 km² zur flächenmäßig größten Stadt des Deutschen Reiches. Die Wiener Stadtverwaltung wurde nach nationalsozialistischem Muster neu geordnet. Zum Gauleiter wurde Odilo Globocnik ernannt, gefolgt von Josef Bürckel und Baldur von Schirach.
1941 feierte die NS-Stadtverwaltung groß ein Mozart-Jahr zum 150. Todestag des deutschen Komponisten. Die Wiener Philharmoniker wurden in der NS-Zeit das deutsche Spitzenorchester, das dem Ausland auch im Krieg kulturelle Normalität vorspiegeln sollte. (Selbst der 1943 von Joseph Goebbels ausgerufene totale Krieg änderte daran nichts.) Das letzte öffentliche Konzert der Philharmoniker in der NS-Zeit fand 1945 statt, als die Rote Armee bereits im Anrücken war.

### Judenverfolgung und Shoah
Die auf die Vernichtung der Juden zielende Politik Hitlers fiel beim in Wien schon viele Jahrhunderte alten und seit Beginn des 20. Jahrhunderts zunehmenden Antisemitismus auf fruchtbaren Boden. Unmittelbar nach der Machtübernahme der Nationalsozialisten begann die so genannte „wilde Arisierung“: Wer wollte und konnte, beraubte seine jüdischen Nachbarn, warf sie aus ihren Geschäften oder Wohnungen oder ließ sie auf andere Art seine Verachtung spüren. Dieser von der NS-Bürokratie so nicht erwartete Ausbruch der Judenfeindlichkeit wurde aber bald in geordnete Bahnen gelenkt, die Diskriminierung, Entrechtung, Beraubung usw. wurden in bürokratische Vorgänge verwandelt, die den Anschein von Recht und Ordnung haben sollten.
Bei den Novemberpogromen, beginnend am 9. November 1938, wurden 92 Synagogen Wiens zerstört. Nur eine einzige blieb verschont, der Stadttempel im 1. Bezirk. Dort hatten dann vom NS-Regime ausgesuchte jüdische Wiener die Auswanderung bzw. Deportation ihrer Glaubensgenossen mitzuorganisieren. Im Palais Rothschild (4., Prinz-Eugen-Straße, heute Neubau der Arbeiterkammer) amtierte Adolf Eichmanns Zentralstelle für jüdische Auswanderung (mit Auswanderung war im Krieg zumeist Beraubung, Deportation und Ermordung gemeint). Rund 120.000 Menschen, etwa zwei Drittel der jüdischen Wienerinnen und Wiener, schafften es ins Ausland (der bekannteste Flüchtling war Sigmund Freud), etwa 60.000 Personen konnten nicht mehr ausreisen. Die meisten von ihnen wurden in vier Sammellagern in Wien gefangen gehalten. In den Sammellagern wurden die Transporte in die Ghettos, Konzentrations- und Vernichtungslager mit jeweils rund 1.000 Jüdinnen und Juden zusammengestellt. Dorthin fuhren vom Februar 1941 bis zum Oktober 1942 insgesamt 45 Deportationszüge vom Aspangbahnhof. Die allermeisten der Deportierten wurden in den Vernichtungslagern ermordet.
Nach Kriegsende zählte die jüdische Bevölkerung Wiens nur noch 5.243 Personen, zumeist durch Mischehen mit Ariern geschützte Personen. Durch die Judenverfolgung frei gewordene Wohnungen wurden an Arier übergeben; Mobiliar und Hausrat der jüdischen Wiener war (wenn nicht direkt gestohlen) bei Versteigerungen günstig zu erwerben.
Die ursprünglich etwa 200.000 Personen umfassende jüdische Gemeinde in Wien zählte am Ende des Krieges nur noch 5.243 Personen.

### Luftangriffe
Wien zählte im Krieg lange Zeit zum Reichsluftschutzkeller, dem von alliierten Bombern nicht erreichbaren Gebiet. Dennoch wurden vorsorglich sechs Flaktürme (Flak = Fliegerabwehrkanone) gebaut. Schirach ließ sich auf dem Gallitzinberg im Westen Wiens einen Gaugefechtsstand einrichten.
Am 17. März 1944 flogen US-Bomber ihren ersten Luftangriff auf Wien. Dabei wurde rund ein Fünftel der Stadt zerstört.
In der Schlacht um Wien (6. bis etwa 13. April 1945) vertrieben Truppen der aus Ungarn vorgerückten Roten Armee Truppen der Wehrmacht aus Wien und besetzten Wien.

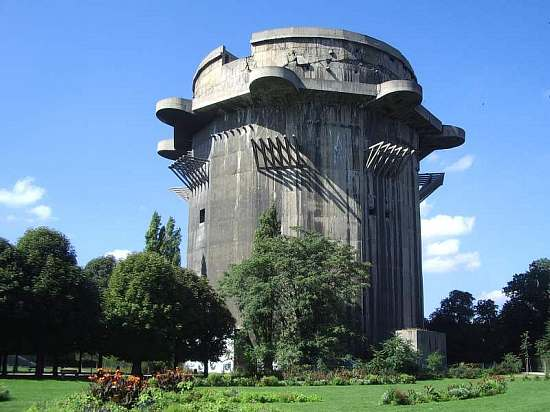
Der Flakturm im Augarten wurde von Juli 1944 bis Jänner 1945 errichtet

Der Bombenkrieg erreichte Wien erst im März 1944, nach der alliierten Einnahme Italiens. Insbesondere die Treibstoffraffinerien in Floridsdorf sowie die Verkehrsinfrastruktur im Allgemeinen waren ein wichtiges Bombenziel. Flächenbombardements wie in Hamburg oder Dresden fanden dabei nicht statt. Allerdings wurde ungefähr ein Drittel der Innenstadt zerstört, auch kulturell wichtige Gebäude wie die Staatsoper oder die Albertina fielen dem Bombenkrieg zum Opfer. Nicht direkt damit zu tun hatte der Brand des Stephansdoms: Hier griff der Brand eines Nachbargebäudes auf den Dachstuhl über. Als eines der tragischsten Ereignisse des Bombenkrieges gilt die Verschüttung von etwa 200 Personen im Luftschutzbunker unter dem Philipphof bei der Albertina am 12. März 1945. An dieser Stelle steht heute das Mahnmal gegen Krieg und Faschismus von Alfred Hrdlicka. Insgesamt verursachte der Bombenkrieg etwa 8800 Todesopfer.

### Der Sturm auf Wien
Nachdem am 29. März 1945 sowjetische Truppen das heutige Burgenland erreicht hatten, war die Einnahme Wiens vorherzusehen. Beteiligt waren die 3. Ukrainische Front und Teile der 2. Ukrainischen Front. Alle Versuche, Wien nach dem Vorbild Roms zur „offenen Stadt“ zu erklären, wurden von Gauleiter Baldur von Schirach verhindert. Die sowjetische Armeeführung plante Wien von drei Seiten aus einzunehmen: Von Osten her griffen Infanterie, von Süden Luftlandetruppen und von Westen Panzertruppen an, – dieses Manöver ist als „Westumfassung“ bekannt. Am 5. April begann die eigentliche Operation. Die deutschen Verbände waren im Verhältnis 1:10 unterlegen und zogen sich bald nach Sprengung von Donau- und Donaukanalbrücken nach Transdanubien zurück. Zu bedeutenden Häuserkämpfen kam es in Simmering und vor allem entlang des Donaukanals. In der Nacht von 11. auf 12. April gelang es der Roten Armee, den Donaukanal zu überqueren. Die Einnahme der Leopoldstadt und der Brigittenau war in kurzer Zeit abgeschlossen. Die Kämpfe nördlich der Donau gingen noch bis 18. April weiter. Am Ende des Kampfes waren 19.000 gefallene und 47.000 gefangene Wehrmachtssoldaten sowie 18.000 Tote auf Seiten der Roten Armee zu verzeichnen, wobei Nachkriegsbürgermeister Körner anhand der gefundenen Leichen von weit niedrigeren Opferzahlen ausging.

### Kriegsschäden
Im Vergleich zu anderen Städten hatte Wien den Zweiten Weltkrieg relativ „glimpflich“ überstanden.
Nach Erhebungen des Stadtbauamtes waren insgesamt 46.862 Gebäude durch Kriegshandlungen beschädigt, das waren 41 % des Gesamtbestandes. Davon wurden 6.214 Gebäude vollständig zerstört, oder so stark, dass ihre Wiederherstellung einem Neubau gleichkam. Dabei ging mit 86.875 Wohnungen (36.851 völlig zerstört, 50.024 schwer beschädigt) rund ein Achtel des Gesamtbestandes verloren. Ebenso wurden zahlreiche Industriebetriebe, sämtliche Donaubrücken, fast alle Brücken über den Donaukanal und alle großen Bahnhöfe zerstört. Ähnlich schwer waren die sonstigen Zerstörungen im Bereich der Infrastruktur, aber auch der historischen oder sonst kulturell wichtigen Gebäude. Eine Schätzung des Jahres 1945 setzte die baulichen Kriegsschäden Wiens mit 2,5 Milliarden Schilling (Wert und Preise 1945) an.

## Zweite Republik

### Vier-Sektoren-Stadt

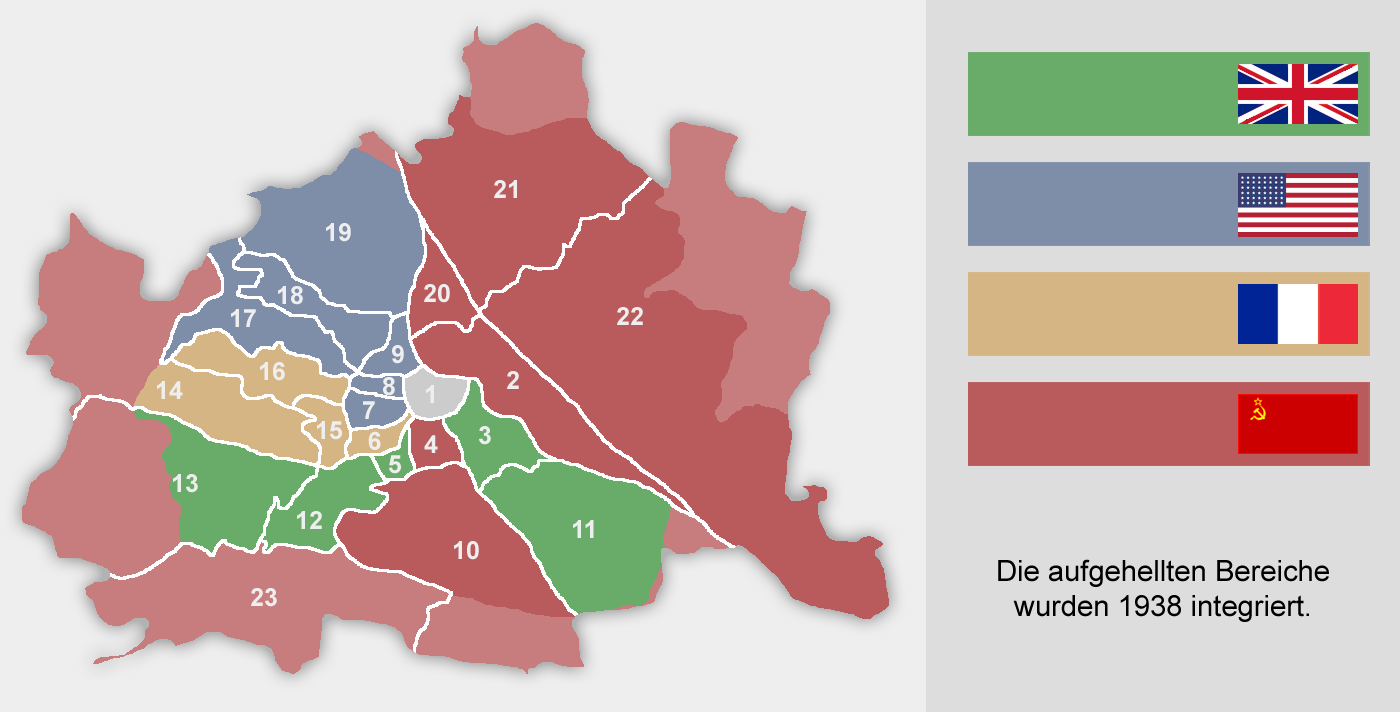
Das besetzte Wien wurde in vier alliierte Zonen aufgeteilt

Nach dem Zweiten Weltkrieg wurde Wien, vorerst nur von der Roten Armee besetzt, im September 1945 zur Vier-Sektoren-Stadt unter Verwaltung der Alliierten.
Schon wenige Tage nach Ende der Kämpfe wurde eine provisorische Stadtregierung und Stadtverwaltung eingerichtet. Der Kommunist Rudolf Prikryl wurde von der Sowjetunion am 13. April kurzfristig zum Bürgermeister ernannt. Bereits drei Tage später wurde er von dem Sozialdemokraten Theodor Körner abgelöst. Auch die politischen Parteien formierten sich wieder. Am 29. April wurde das Parlamentsgebäude von der Besatzungsmacht an die neue, am 27. April 1945 gebildete Regierung übergeben und Karl Renner verkündete die Wiederherstellung der demokratischen Republik Österreich.
Am 3. Juni 1945 traf mit Stalins Zustimmung die Vienna Mission der drei Westalliierten in Wien ein, um vor der Übernahme von Besatzungssektoren die Lage hinsichtlich Zerstörungen, Nahrungsmittelversorgung und Krankheiten der Wiener zu ermitteln. Ihr Bericht an die drei Mächte zeigte ein sehr unerfreuliches Bild und die zahlreichen Alltagsprobleme der stark beschädigten Stadt auf. Der Bericht der Mission ging aber auf die Massenvergewaltigungen in Wien und auf das Schicksal der jüdischen Wiener kaum ein.
Am 1. September 1945 übernahmen die drei Westalliierten die mit der Sowjetunion vereinbarten Sektoren der Stadt. Im November 1945 wurde die erste Gemeinderatswahl abgehalten. Von den 100 Mandaten des Wiener Gemeinderates erhielt die Sozialistische Partei (SPÖ) 58, die Volkspartei (ÖVP) 36 und die Kommunistische Partei (KPÖ) 6. 1946 wurde das Gebietsänderungsgesetz beschlossen, das die Stadterweiterung von 1938 großteils wieder rückgängig machte. Ein Veto der Sowjetunion verhinderte Kundmachung und Geltung des Gesetzes, bis das Veto 1954 aufgehoben wurde (siehe hier).
Zwei Bezirke, die vor 1938 nicht zu Wien gehört hatten, wurden nun endgültig Teil von Wien: der neue 22. Bezirk, Donaustadt, nördlich der Donau (Teil des 1938 geschaffenen Bezirks Großenzersdorf) und der neue 23. Bezirk, Liesing, im Süden. Weitere nun demokratisch eingemeindete Bezirksteile waren Oberlaa und Rothneusiedl (nun im 10. Bezirk), Albern im 11. Bezirk, der Lainzer Tiergarten (seit 1956 13. Bezirk), Hadersdorf-Weidlingau im 14. Bezirk und Stammersdorf im 21. Bezirk.
Die österreichische Polizei existierte zwar bereits wieder, doch unterstand sie letztlich der alliierten Verwaltung und deren Einheiten. Die Nachkriegsjahre waren für die schlecht ausgestatteten Polizisten von besonderer Gefährlichkeit gekennzeichnet. Die Hälfte der 50 Todesfälle während des Polizeidienstes bis zum heutigen Tag ereigneten sich bereits in den zehn Jahren unter alliierter Verwaltung, die meisten davon – 20 an der Zahl – bereits 1945 und 1946. Mehrmals kam es vor allem in den ersten Jahren nach Kriegsende zu Zwischenfällen zwischen österreichischen Polizisten und Besatzungssoldaten. Tödliche Zwischenfälle ereigneten sich jedoch ausschließlich mit sowjetischen Soldaten. In den ersten beiden Jahren kamen fünf Wiener Polizisten während des Dienstes allein dadurch zu Tode, dass sie von teils betrunkenen sowjetischen Soldaten erschossen wurden, wie aus Aufzeichnungen der Landespolizeidirektion Wien hervorgeht. Bei der Berichterstattung über sowjetische Übergriffe profilierten sich vor allem die Arbeiter-Zeitung, das Zentralorgan der SPÖ, und der Kurier, eine amerikanische Gründung.
Nach dem Krieg stand zunächst der Wiederaufbau im Vordergrund. Die traditionellen Wahrzeichen der Stadt, die in den letzten Kriegstagen schwer beschädigt worden waren, namentlich der Stephansdom, die Oper und das Burgtheater, wurden hier zu Symbolen der Aufbaugesinnung. Besonders gefeiert wurde auch die neu gegossene Pummerin, die große Glocke von St. Stephan.
Ab etwa 1950 erfolgte wie überall in Westeuropa ein beispielloser Wirtschaftsaufschwung, nicht zuletzt mit Hilfe des Marshallplanes. Die Bevölkerung Wiens stagnierte allerdings lang, nicht zuletzt auf Grund der Tatsache, dass bis 1989 der Eiserne Vorhang die Verbindung der Stadt zu den alten Einzugsgebieten im Osten und Norden blockierte. Pessimistische Schätzungen gingen nach dem Krieg von einer stark schrumpfenden Bevölkerungszahl aus, während der Architekt und Stadtplaner Roland Rainer von einer langfristig stagnierenden Bevölkerungsentwicklung ausging. Nach einer leichten Bevölkerungszunahme verursacht durch die chaotischen Migrationsbewegungen der ersten Nachkriegsjahre erreichte die bevölkerungszahl Wiens im Jahr 1951 nach amtlichen Statistiken einen Stand von 1.616.125 Einwohnern und sank bis 1981 auf 1.539.848 Einwohner.
Am 15. Mai 1955 erlangte das Land im Rahmen einer festlichen Zeremonie im Wiener Schloss Belvedere mit dem Österreichischen Staatsvertrag seine volle Freiheit zurück: Die vier Besatzungsmächte verpflichteten sich, ihre Truppen nach der Ratifizierung des Vertrages, die am 27. Juli 1955 abgeschlossen war, binnen 90 Tagen abzuziehen. Dies geschah sukzessive bis Oktober 1955.

### 1955 bis 1970

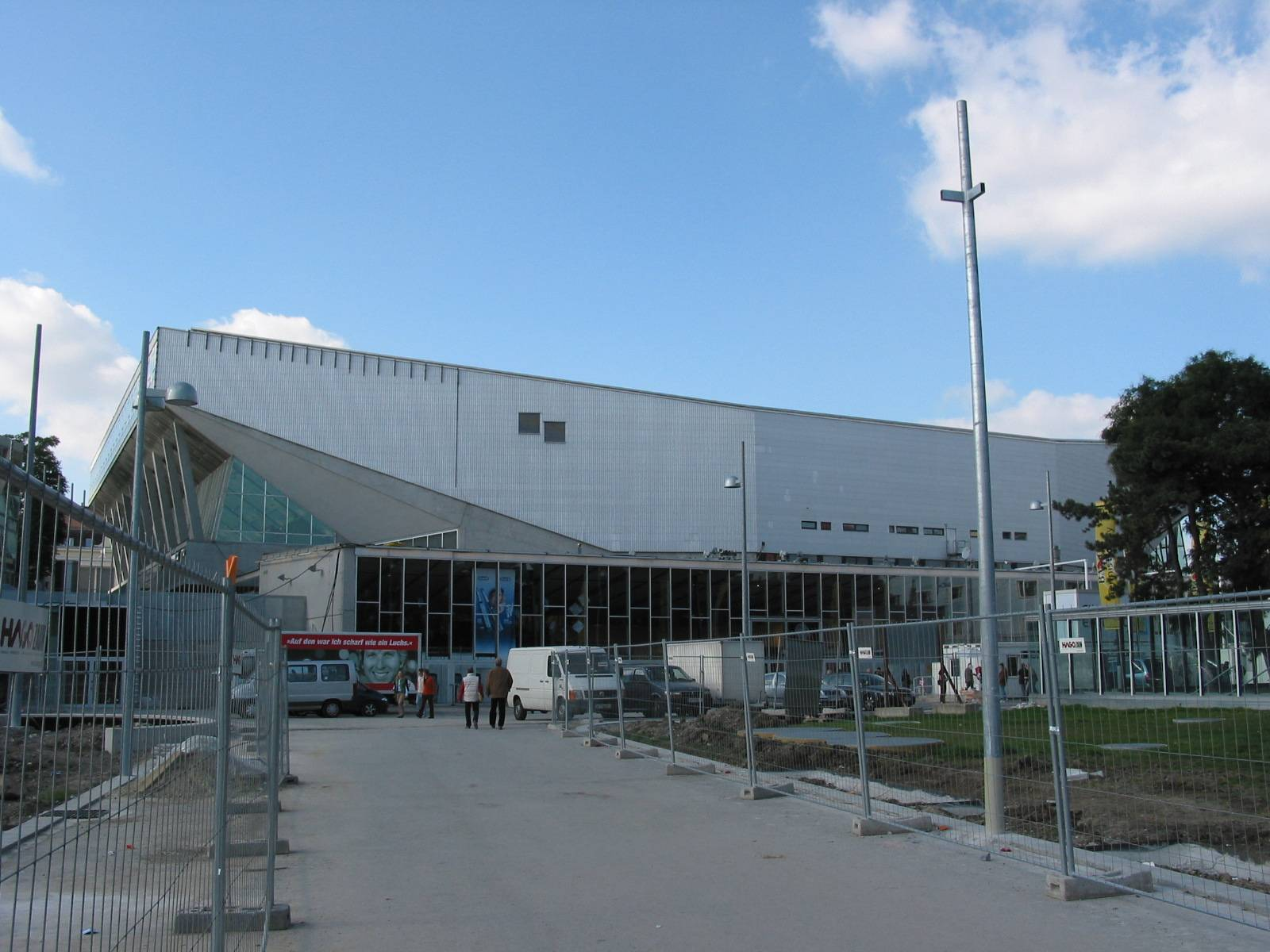
Die Stadthalle war ein Symbol des Wiederaufbaus nach dem Krieg

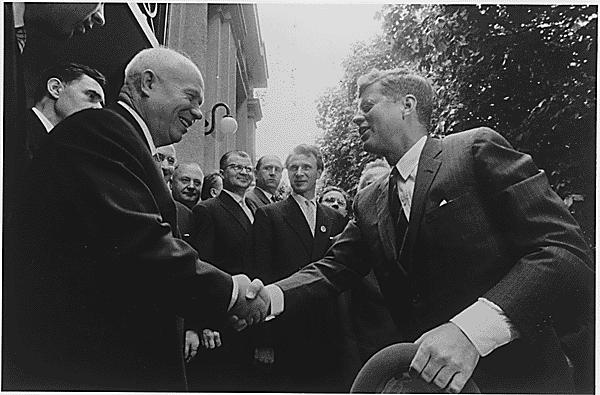
Wien als „neutraler“ Ort im Kalten Krieg: Chruschtschow und Kennedy trafen 1961 beim Wiener Gipfel aufeinander

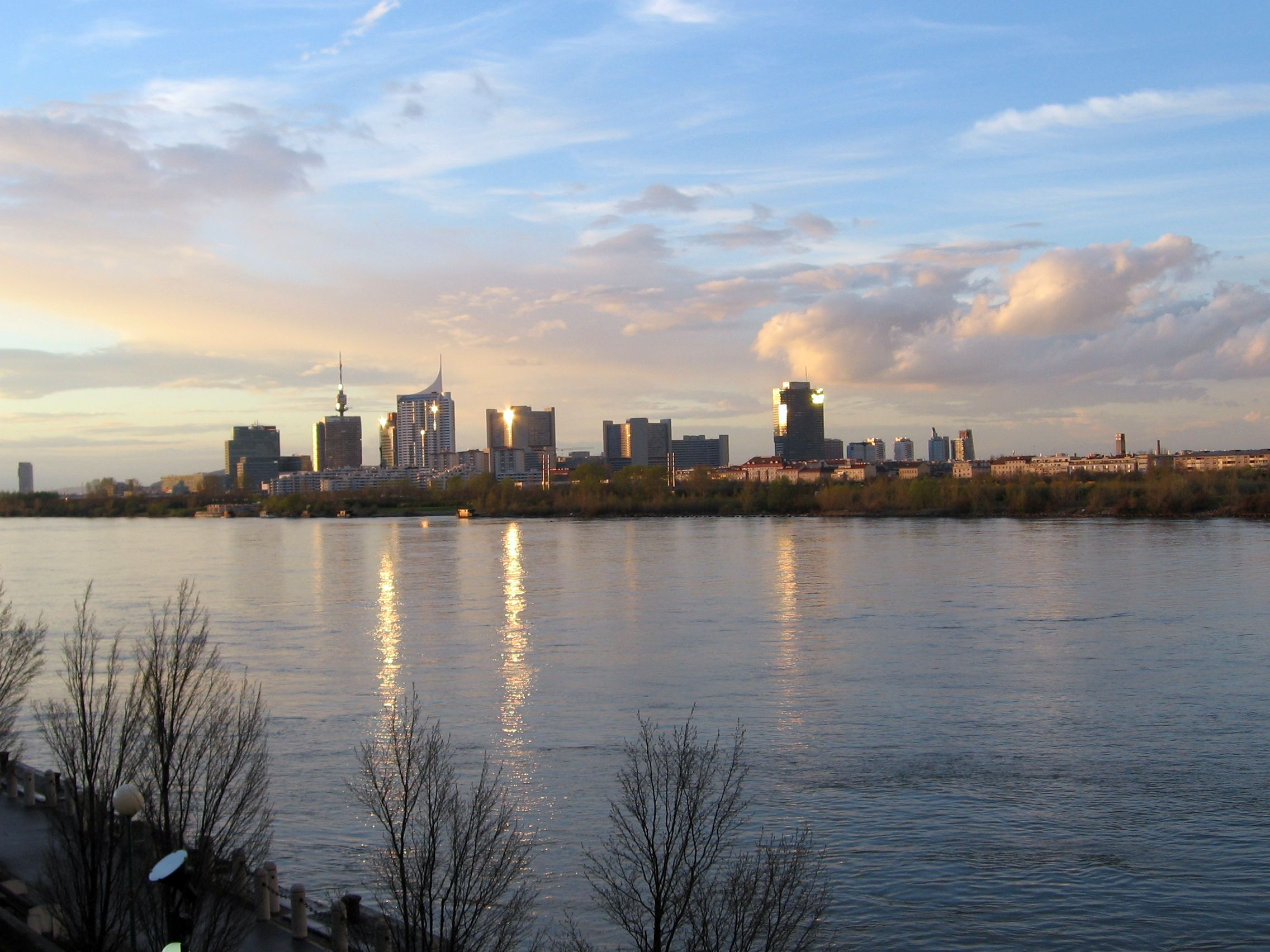
Die UNO-City und andere Hochhäuser an der Donau

Um die Mitte der 1950er Jahre setzte auch in Wien die Massenmotorisierung ein. Der steigende Individualverkehr führte in den zumeist relativ engen und von Straßenbahnen befahrenen Durchzugsstraßen zu wachsenden Problemen. Als Lösung setzte man in der Wiener Stadtverwaltung zunächst einerseits auf Stadtautobahnen, andererseits auf die Alwegbahn oder Unterpflasterbahnen als leistungsfähige Massenverkehrsmittel in zweiter Ebene. Ende der 1960er Jahre fiel aber doch die Entscheidung zugunsten des Ausbaus der Wiener U-Bahn, deren erste Neubaustrecke 1978 eröffnet wurde und deren Netz laufend erweitert wird. Für den ruhenden Verkehr wurde 1960 bei der Innenstadt, vor der Votivkirche, die erste Tiefgarage eröffnet. Im Jahr 1961 nahm der Wiener Gemeinderat Roland Rainers „Planungskonzept Wien“ einstimmig an. Es war als Grundlage der Stadtplanung für die kommenden 30 bis 50 Jahre vorgesehen. Dieses sah unter anderen die Entflechtung von Verkehrswegen, die Entmischung von bislang gemischt genutzten Wohngebieten, die Schaffung von „Nebencities“ zur Entlastung des Zentrums, aber auch den Schutz des Stadtbildes vor. Vieles wurde umgesetzt, manche Konzepte wie die Weiterführung der West Autobahn durch das Wiental an den Gürtel wurden schon nach kürzerer Zeit wieder verworfen.
1961 fand auf Initiative Bruno Kreiskys das Gipfeltreffen Kennedy-Chruschtschow in Wien statt. Die Stadtverwaltung machte damit jahrzehntelang die besondere Eignung Wiens als internationaler Treffpunkt und als Ort weltweiter Tagungen geltend.
An Architektur aus den 1950ern und 1960ern ist neben dem Ringturm vor allem Roland Rainers Stadthalle zu nennen; sie wurde in Hinblick auf die – letztlich gescheiterte – Bewerbung für die Olympischen Sommerspiele 1964 entworfen.

### 1970 bis 2000
In den 1970er Jahren wurde der dritte Amtssitz der UNO mit der UNO-City errichtet und somit der erste Schritt zur Gestaltung eines zweiten Zentrums an der Donau getan. Andererseits wurde eine Reihe von urbanistischen Schutzzonen für besonders stimmungsvolle und künstlerisch wertvolle Altstadtviertel geschaffen. Als beispielhaft gilt die Sanierung des zentrumsnahen früheren Problemviertels Spittelberg in Neubau. Waren die Innenbezirke während der 1950er und 1960er Jahre von Abwanderung an die Peripherie betroffen, gewannen diese Stadtteile durch solche Aufwertungen, aber auch durch infrastrukturelle Maßnahmen wie den Bau der U-Bahn wieder an Attraktivität.
Zu den großen urbanistischen Leistungen der 1970er und 1980er Jahre gehört der Bau der Donauinsel und des Entlastungsgerinnes Neue Donau anstelle des alten Überschwemmungsgebiets. Dieses Projekt erbrachte eine Kombination von Hochwasserschutz, Donauuferautobahn in Tieflage und Erholungsgebiet.
Mit Ende des 20. Jahrhunderts wurde in Wien eine Skyline mit den „Wolkenkratzern“ Andromeda Tower (21. Bezirk) und Millennium Tower (20. Bezirk) geschaffen.
An sich war für 1995 eine Wiener Weltausstellung als Stimulus zur Entwicklung der Waterfront an der Donau vorgesehen; die 1991 erfolgte Ablehnung des Projektes in einer Volksbefragung änderte aber nichts an anderen ehrgeizigen Vorhaben der Stadtverwaltung. Weitere Hochhäuser entstanden im Süden der Stadt auf dem Wienerberg (10. Bezirk) rund um die Vienna Twin Towers.
Auch beim Bahnhof Wien Mitte wurde im letzten Jahrzehnt des 20. Jahrhunderts ein Hochhauskomplex geplant, der aber möglicherweise den Status des 1. Bezirks als UNESCO-Weltkulturerbe gefährdet hätte. Realisiert wurde nur das Justizzentrum Wien-Mitte. Das Hauptprojekt wurde dagegen 2003 verworfen und durch ein bescheideneres Gebäude ersetzt.
In den letzten Jahrzehnten des 20. Jahrhunderts wurde die Wiener U-Bahn zum wichtigsten öffentlichen Verkehrsmittel der Stadt. Die erste neu gebaute U-Bahn-Linie, die U1, nahm 1978 auf ihrer ersten Teilstrecke den Betrieb auf. Wegen des 1976 erfolgten Einsturzes der Reichsbrücke wurde die Linie früher als ursprünglich geplant bis weit in den 22. Bezirk verlängert. Weitere U-Bahn-Baumaßnahmen betrafen den Neubau der U3 und den Umbau der Stadtbahn zur U6.

### Nach 2000
Da das geplante Hochhausprojekt am Heumarkt mit 66 Meter Gebäudehöhe die maximale Bauhöhe der Weltkulturerbe-Kriterien überschreitet, wurde das Historische Zentrum Wiens 2017 von der UNESCO auf die Rote Liste des gefährdeten Welterbes gesetzt.
Bei der Landtags- und Gemeinderatswahl 2001 erreichten die Sozialdemokraten die absolute Mehrheit, die sie 2005 verteidigen konnten, jedoch 2010 wieder verloren. Dann bestand bis 2020 eine Koalition mit den Wiener Grünen. Seit der Landtags- und Gemeinderatswahl 2015 sind wieder fünf Parteien im Gemeinderat vertreten. Der seit 1994 amtierende Bürgermeister Michael Häupl trat am 24. Mai 2018 zurück; zu seinem Nachfolger wurde Michael Ludwig gewählt. Im Herbst 2020 kam es nach der Landtags- und Gemeinderatswahl in Wien 2020 zu einer Koalition der SPÖ mit der Kleinpartei NEOS.
Nach dem Fall des Eisernen Vorhanges wurden die zuvor jahrhundertelang bestehenden engen wirtschaftlichen, kulturellen und politischen Verbindungen nach Norden und Osten reaktiviert. 2003 gründete Wien gemeinsam mit dem Burgenland, Niederösterreich und Landschaftsverbänden in Tschechien, der Slowakei und Ungarn die Europaregion Centrope, welche z. Z. rund 6 Millionen Einwohner im mitteleuropäischen Zentralraum umfasst. Den Kern der Region stellen die nur rund 60 km voneinander entfernten Twin Cities (Zwillingstädte) Wien und Bratislava dar, deren Stadtregierungen in vielfacher Hinsicht kooperieren und eine aufeinander abgestimmte Entwicklung anstreben.
Am 2. November 2020 wurden in Wien im Zuge eines als islamistisch eingestuften Anschlags der Täter und vier Opfer getötet und über 20 teils schwer verletzt.